# Nagycsalomja
Nagycsalomja (szlovákul: Veľká Čalomija) község Szlovákiában, a Besztercebányai kerületben, a Nagykürtösi járásban.

## Fekvése
Nagykürtöstől 26 km-re délnyugatra, az Ipoly jobb partján fekszik.

## Élővilága

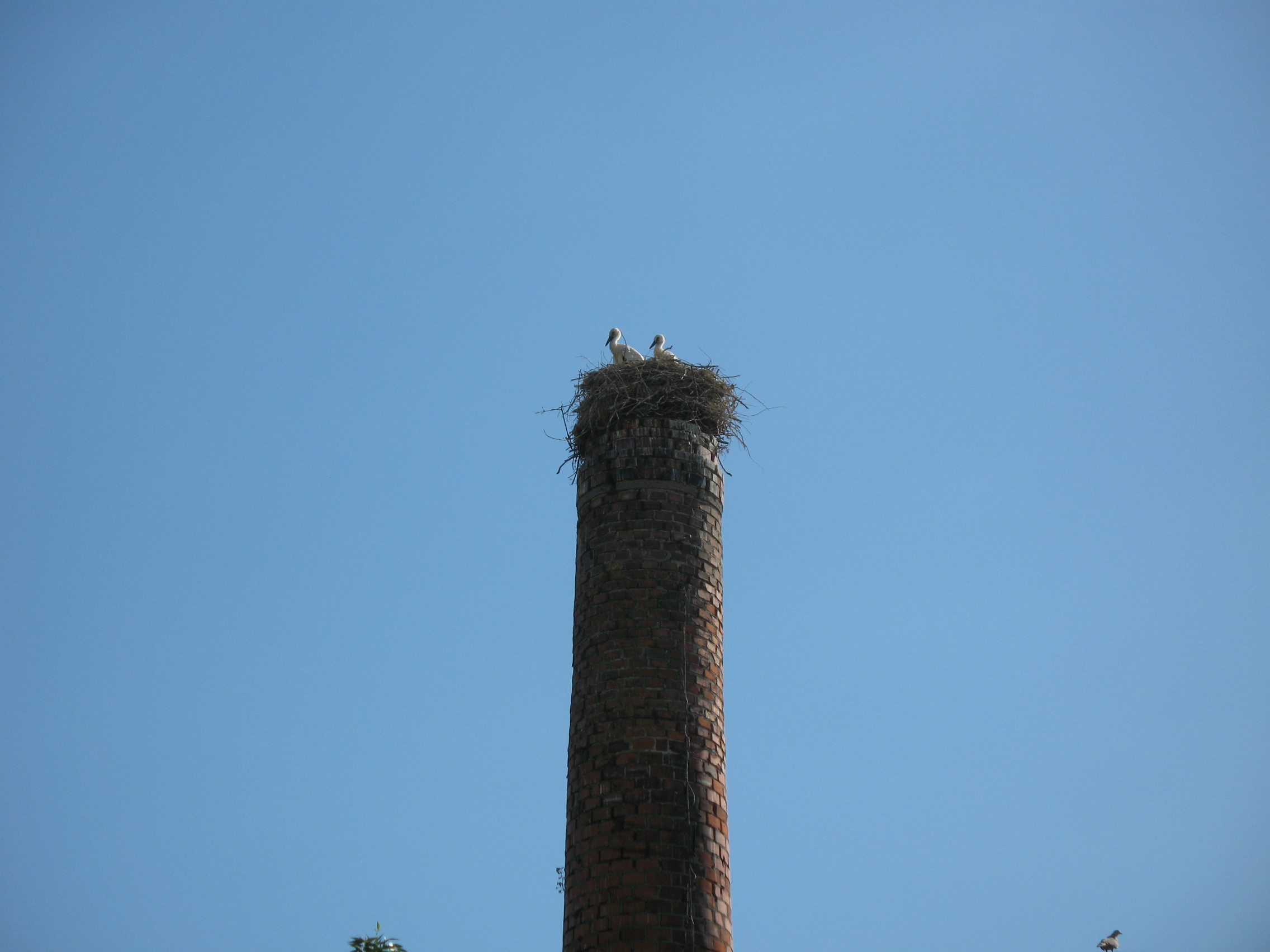
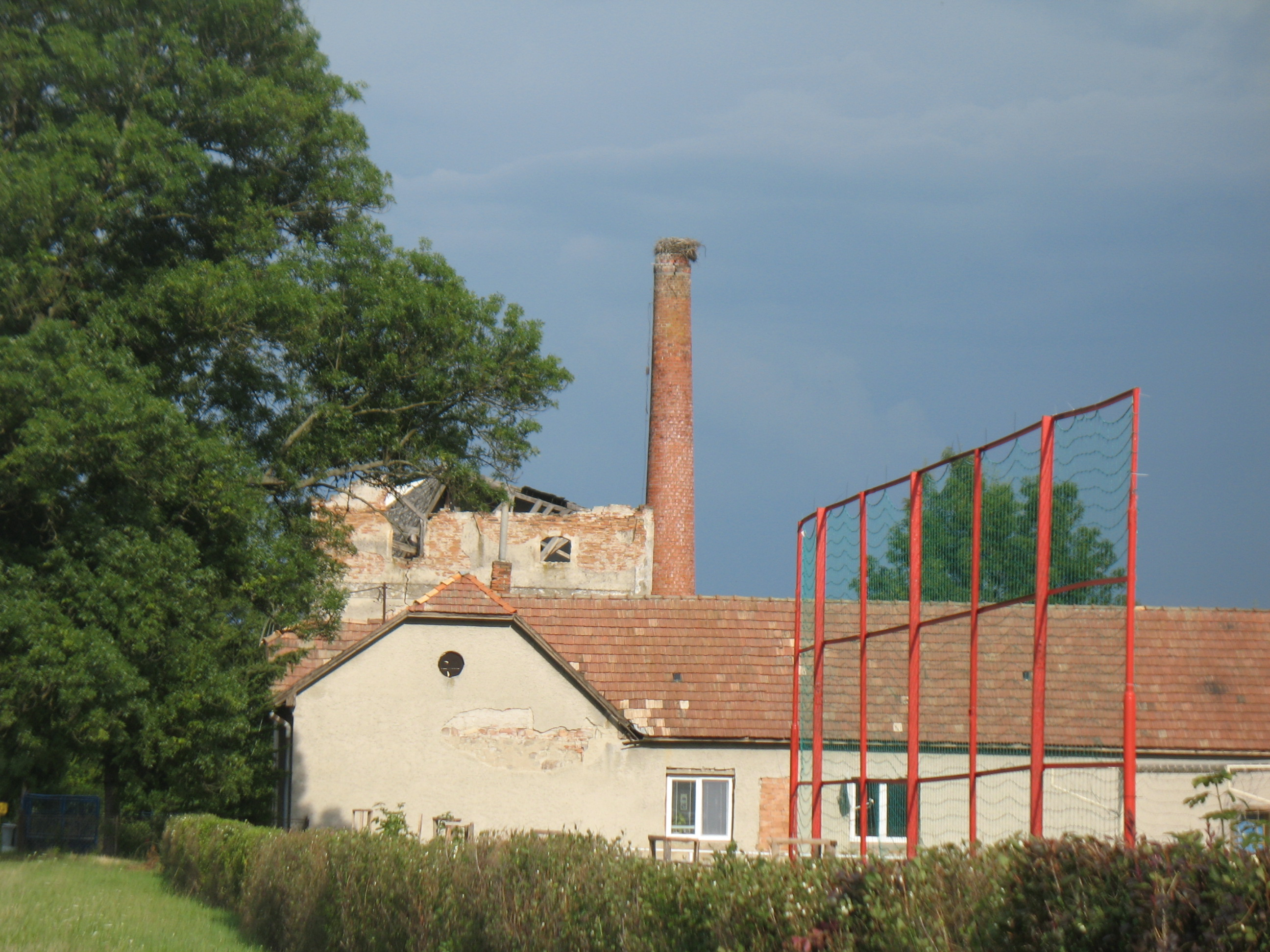

A faluban 3 gólyafészket tartanak nyilván. Az egykori műmalom kéményén 2013-ban és 2014-ben is 3 fiókát számoltak össze, a plébánia kertjében lévő fészekben 2014-ben 4 fióka volt.

## Története
A régészeti leletek tanúsága szerint a falu területén a kőkorszak óta éltek emberek. Előkerültek itt a kőkor emberének fekete-sárga díszes kerámiái éppúgy, mint a pilini kultúra, valamint a kvádok és avarok településeinek nyomai. Nagycsalomja plébániáját már 1070-ben említik és ekkor már biztosan állt temploma is. Ettől a templomtól délkeletre állt a falu, melyet templomáról Egyház-Csalomjának neveztek. Ezt 1241-ben a tatárok rombolták le.
A falut magát 1244-ben említik először "Egyház Chalamija" alakban abban az oklevélben, melyben IV. Béla király Kóvár várát egy bizonyos Szugy fiának Miklósnak adja. 1332-ben a pápai tizedjegyzék is megemlíti a községet "Salonia" alakban. A 15. században királynéi birtokként Cillei Borbáláé. 1552-től a török az Újvári Szandzsákhoz sorolja be a települést. 1626. szeptember 28-án Bethlen Gábor fejedelem a Habsburgok elleni hadjárata során a falu mellett üt tábort. 1608 és 1642 között a község a töröknek adózott. 1642-től a Majtényi és Ráday családok birtoka, majd a 18. század első felében a Teleky családé, később helyi nemeseké. 1715-ben 12 háztartás volt a községben. 1828-ban 128 házában 762 lakos élt. Lakói mezőgazdasággal, szőlőműveléssel foglalkoztak.
Vályi András szerint "Nagy Csalamia. Tót falu Hont Vármegyében, birtokosai külömbféle Urak, lakossai katolikusok, fekszik az előbbi falunak szomszédságában, határja jó termékenységű, legelője elég, ’s mind a’ kétféle fája, és jó szőlö hegye, első Osztálybéli."
Fényes Elek szerint "Csalomia (Nagy), magyar falu, Honth vármegyében, az Ipoly partján 559 kath., 180 evang. lak. Kath. paroch. templom. Határja 1-ső osztálybeli, sok buzát, kukoriczát, árpát terem. Bora kapós. F. u. többen."
1873-ban súlyos kolerajárvány pusztított a községben.
A trianoni békeszerződésig Hont vármegye Ipolynyéki járásához tartozott. A község kataszteri területét – az Ipoly folyó révén – a trianoni országhatár kettészeli.

## Népessége
| Év:            | 1994. | 2004.   | 2014.   | 2024.   |
| -------------- | ----- | ------- | ------- | ------- |
| Emberek száma: | 672   | 617     | 604     | 579     |
| Eltérés:       |       | -8,18 % | -2,10 % | -4,13 % |

| Év:            | 2023. | 2024.   |
| -------------- | ----- | ------- |
| Emberek száma: | 582   | 579     |
| Eltérés:       |       | -0,51 % |

1910-ben 685, túlnyomórészt magyar lakosa volt.
2001-ben 626 lakosából 413 magyar és 209 szlovák.
2011-ben 603 lakosából 373 magyar és 213 szlovák.

## Híres emberek
- Itt született 1854-ben Gáspár Imre újságíró, költő, műfordító, a szlovák költészet egyik első magyar fordítója.

## Nevezetességei

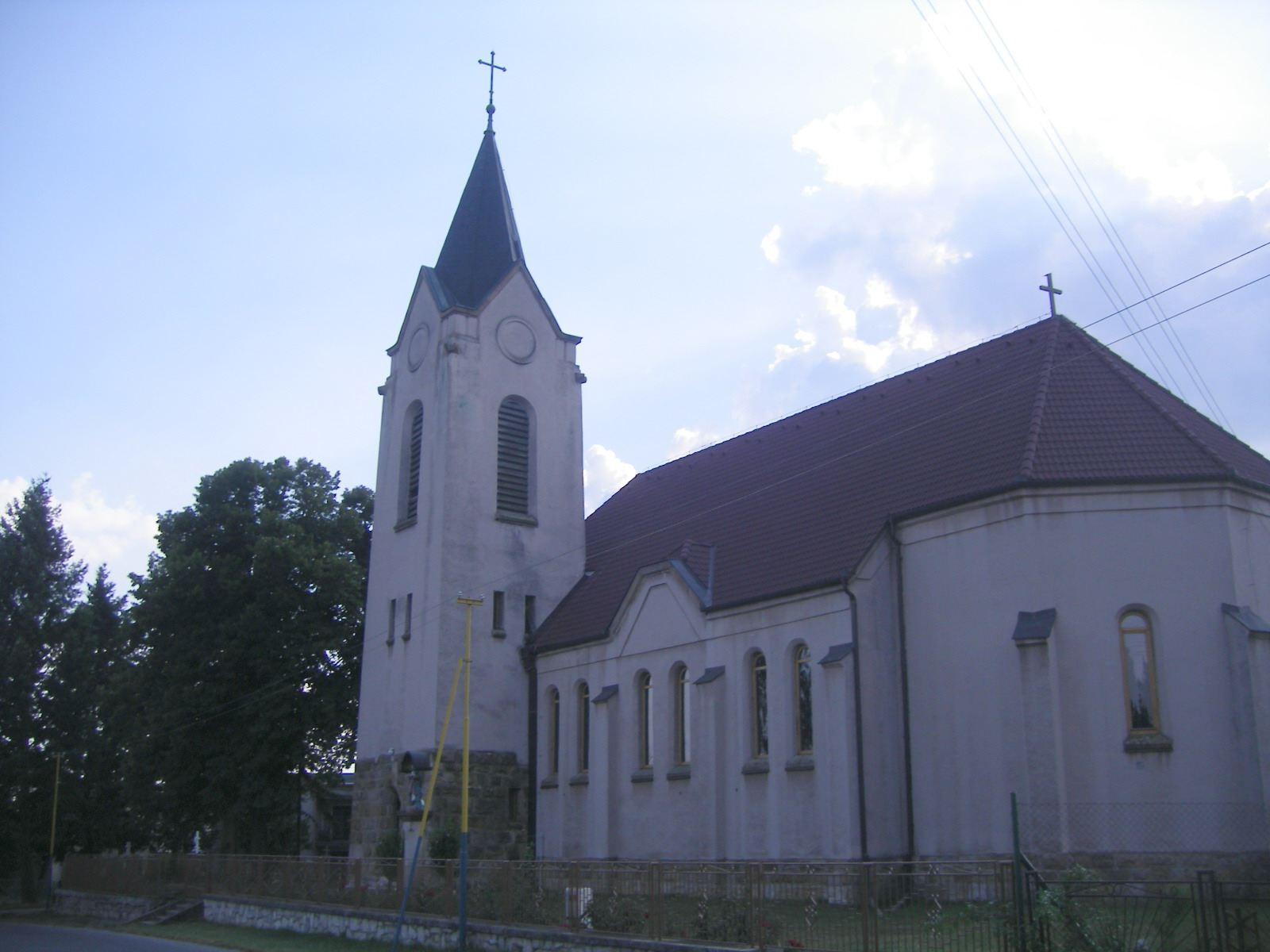
A római katolikus templom

- Szűz Mária (Magyarok Nagyasszonya) tiszteletére szentelt római katolikus temploma 1911-ben épült.
- Evangélikus templomát 1934-ben építették.
- A falu ősi templomát a 11. században emelték, a tatárok lerombolták, de újjáépítették. Még a 19. században is állt, majd elhagyatva fokozatos pusztulásnak indult. Néhány éve utolsó, még álló fala is leomlott, romja a falutól északra emelkedő dombon még látható. A templom mellett 1947-ben végzett régészeti ásatások egy középkori, bronzból készített, lovon ülő fegyveres harcos motívumával díszített aquamanile feltárását eredményezték, mely a Felvidék egyetlen ilyen tárgyú lelete. A 2007-ben végzett régészeti ásatások a templom padlórésze alatt fekvő, a kegyúri család részére fenntartott temetkezési hely feltárását eredményezték.
- A faluban álló Szűz Mária kápolna 1845-ben épült.

## Képtár

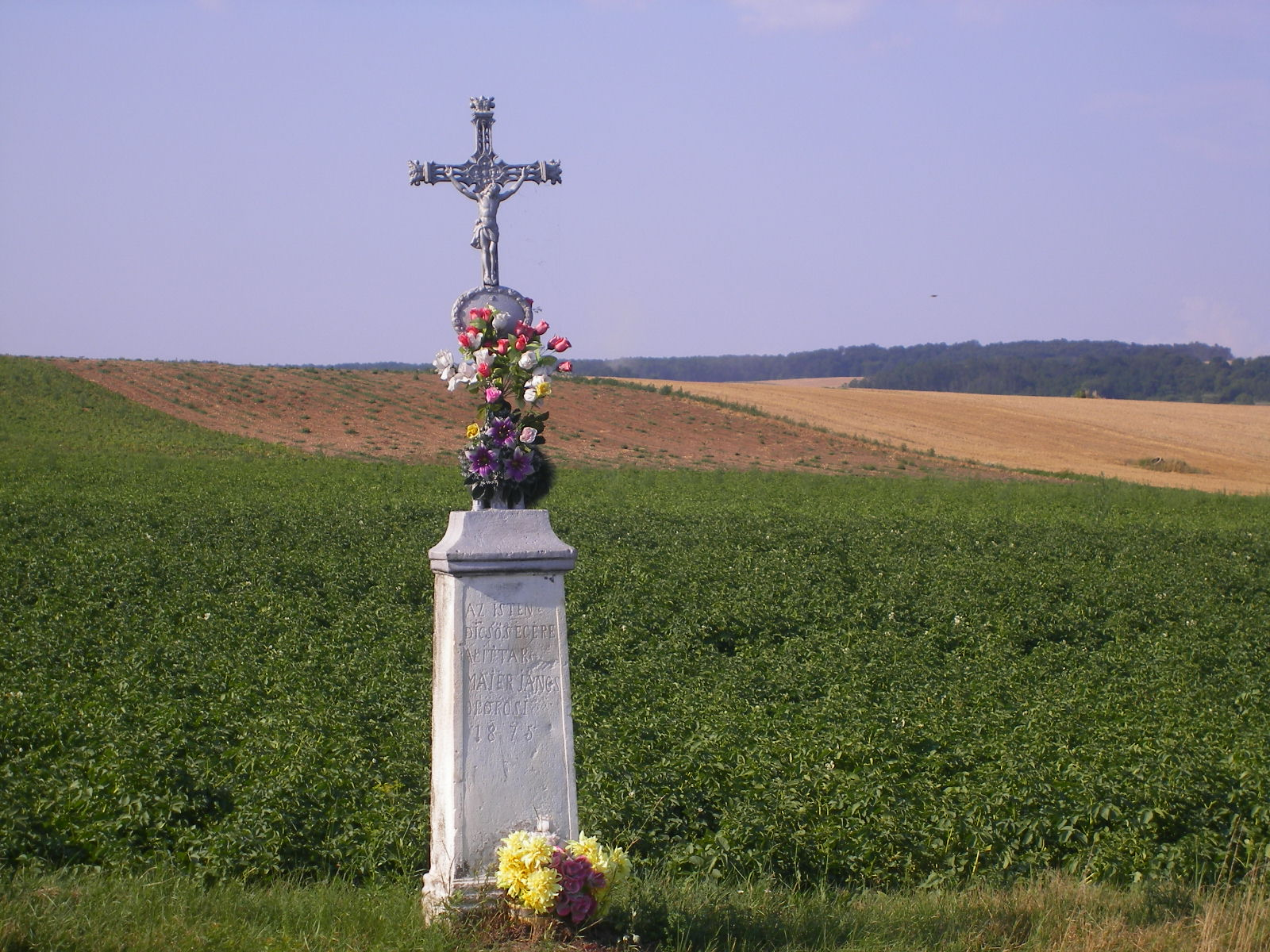
Útmenti feszület Ipolykeszi és Nagycsalomja határán
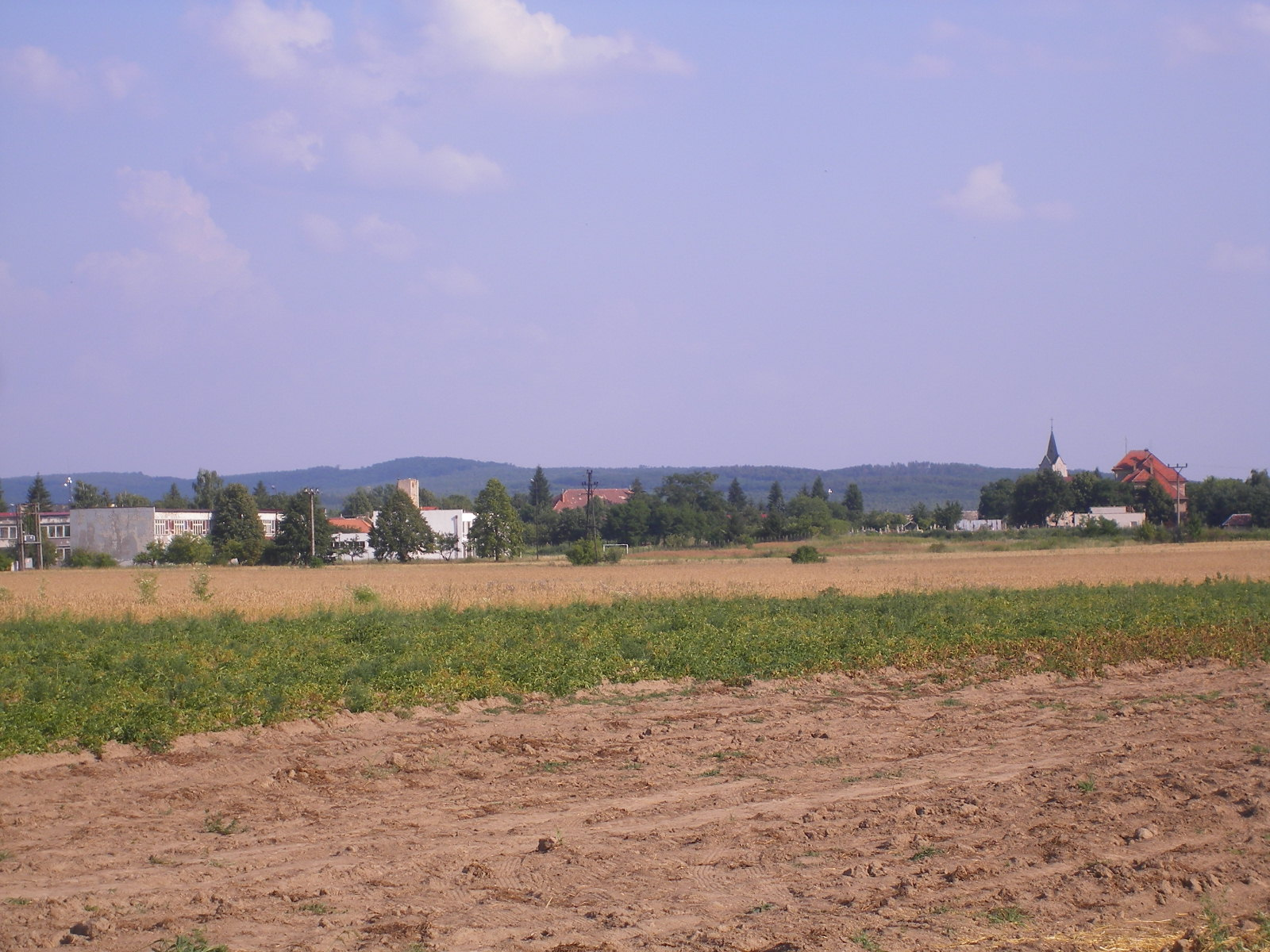
A falu látképe északnyugat felől
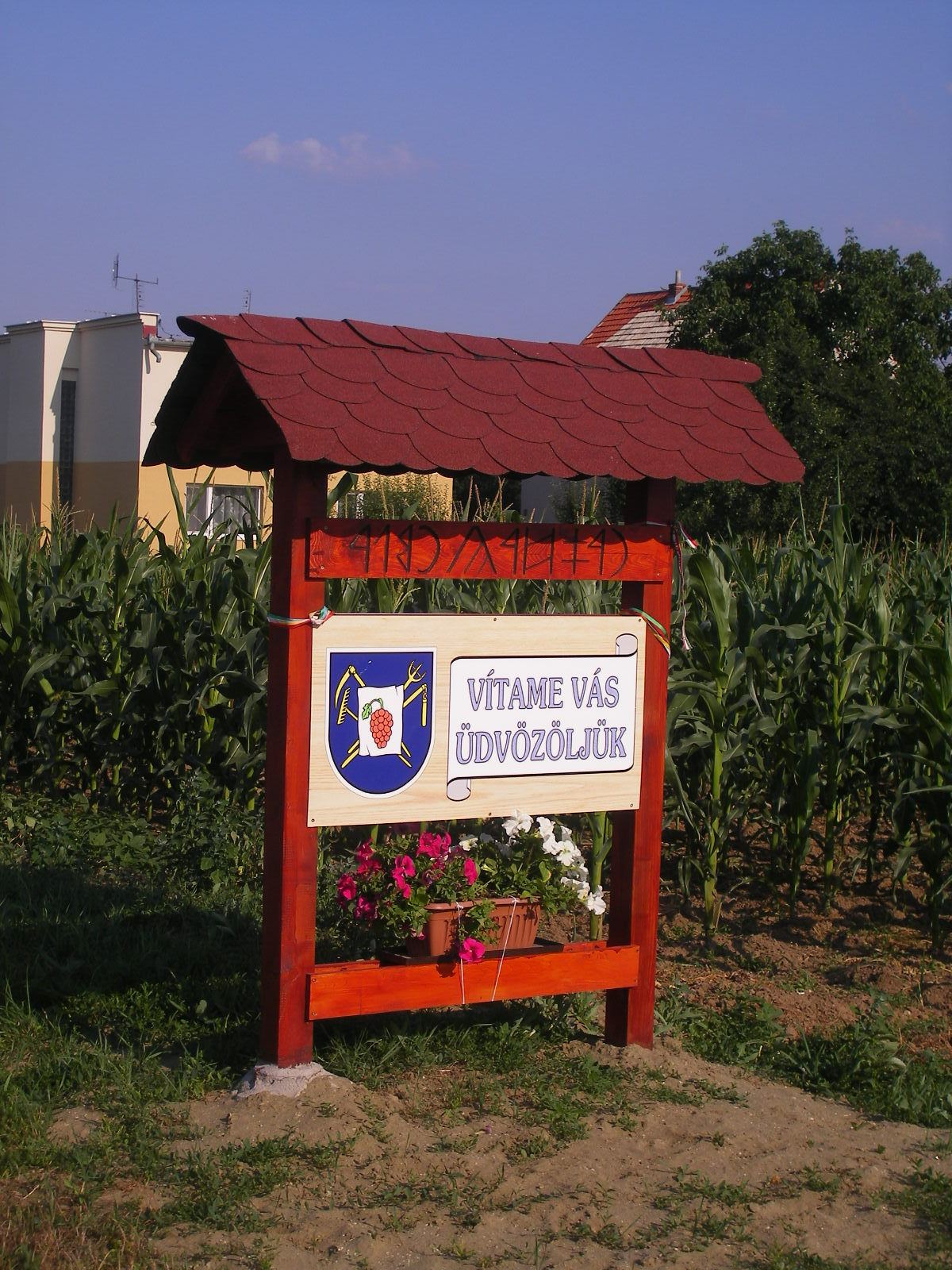
Címeres üdvözlőtábla
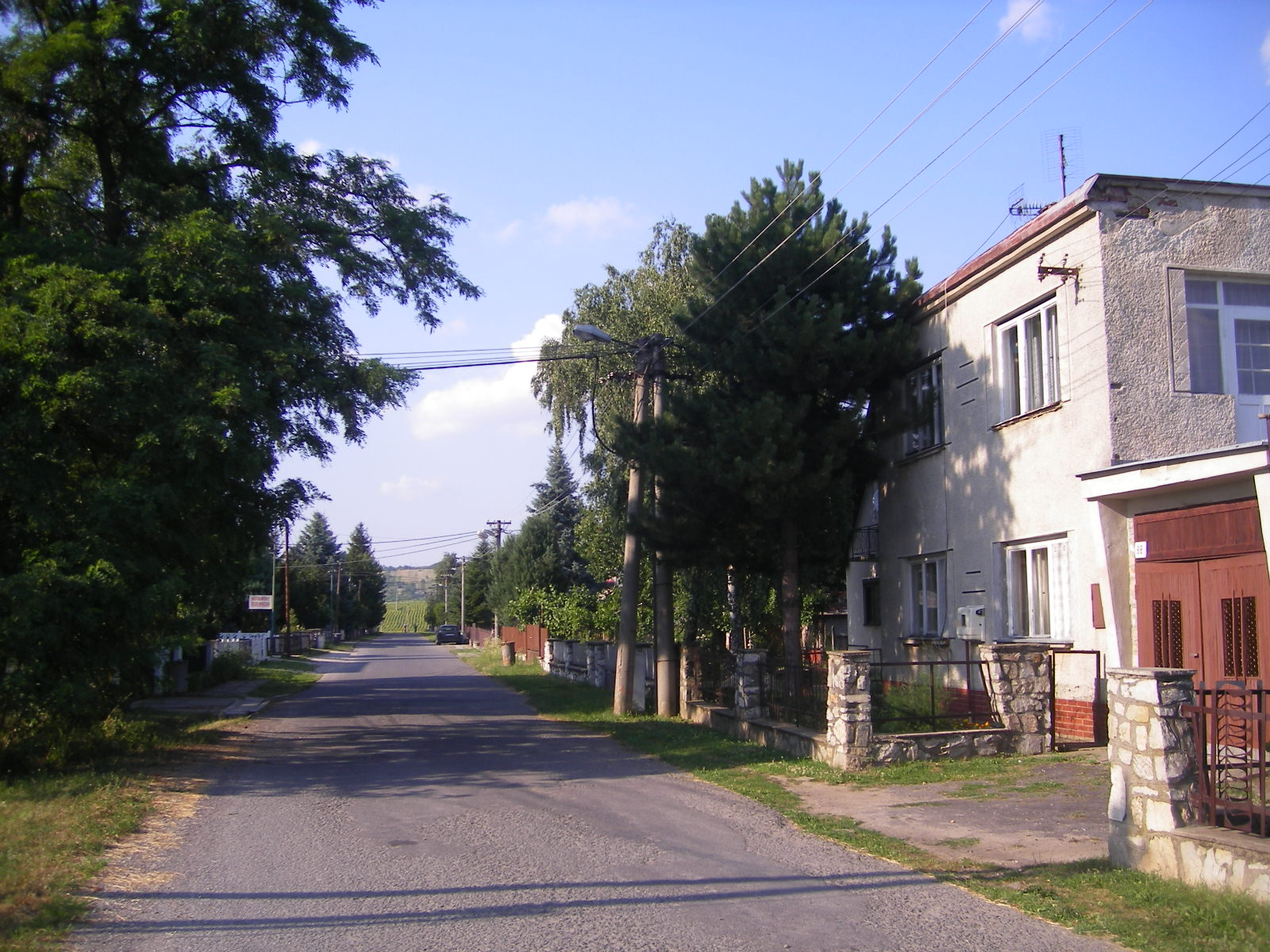
Nagycsalomjai utcakép
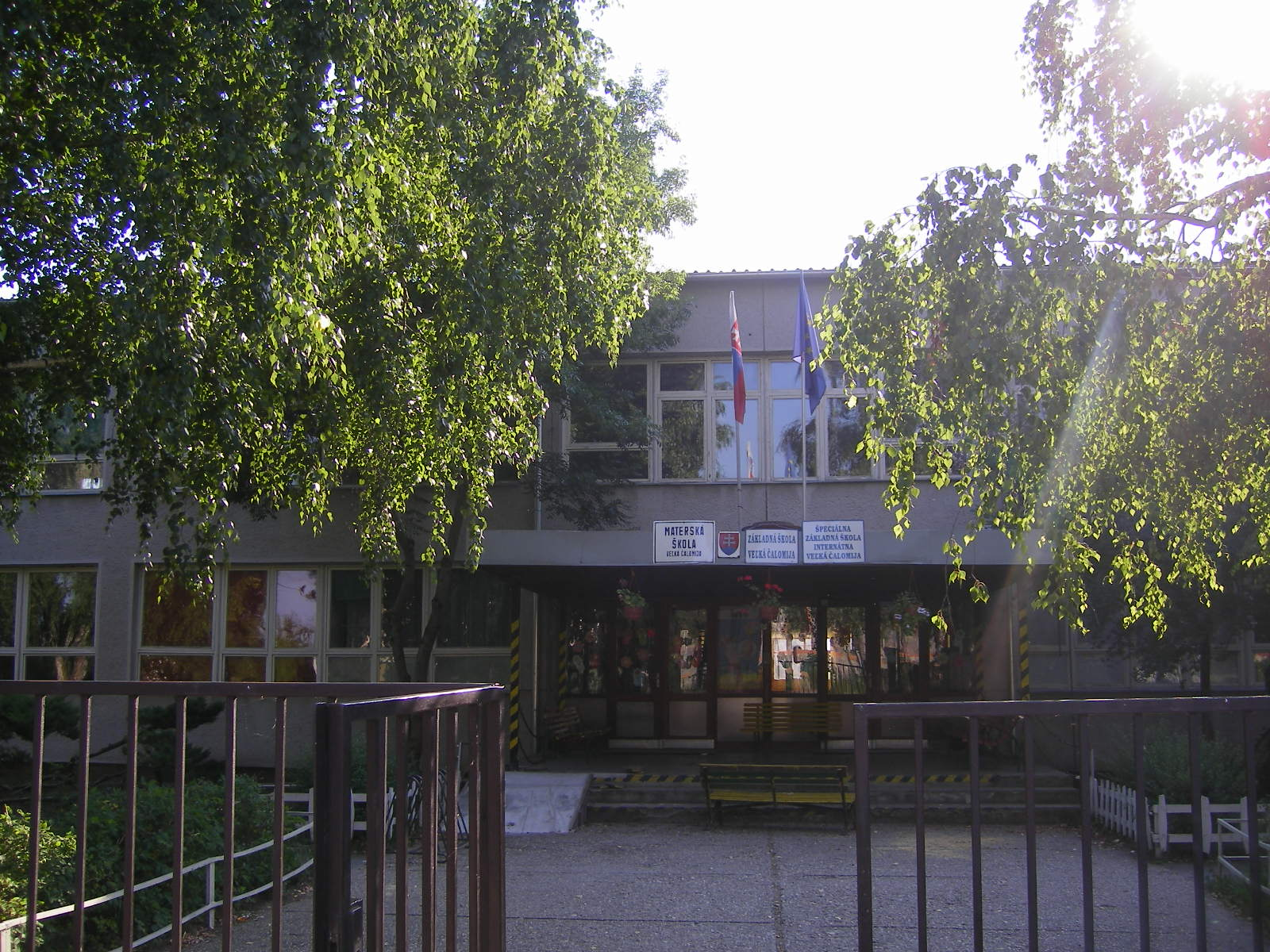
Alapiskola
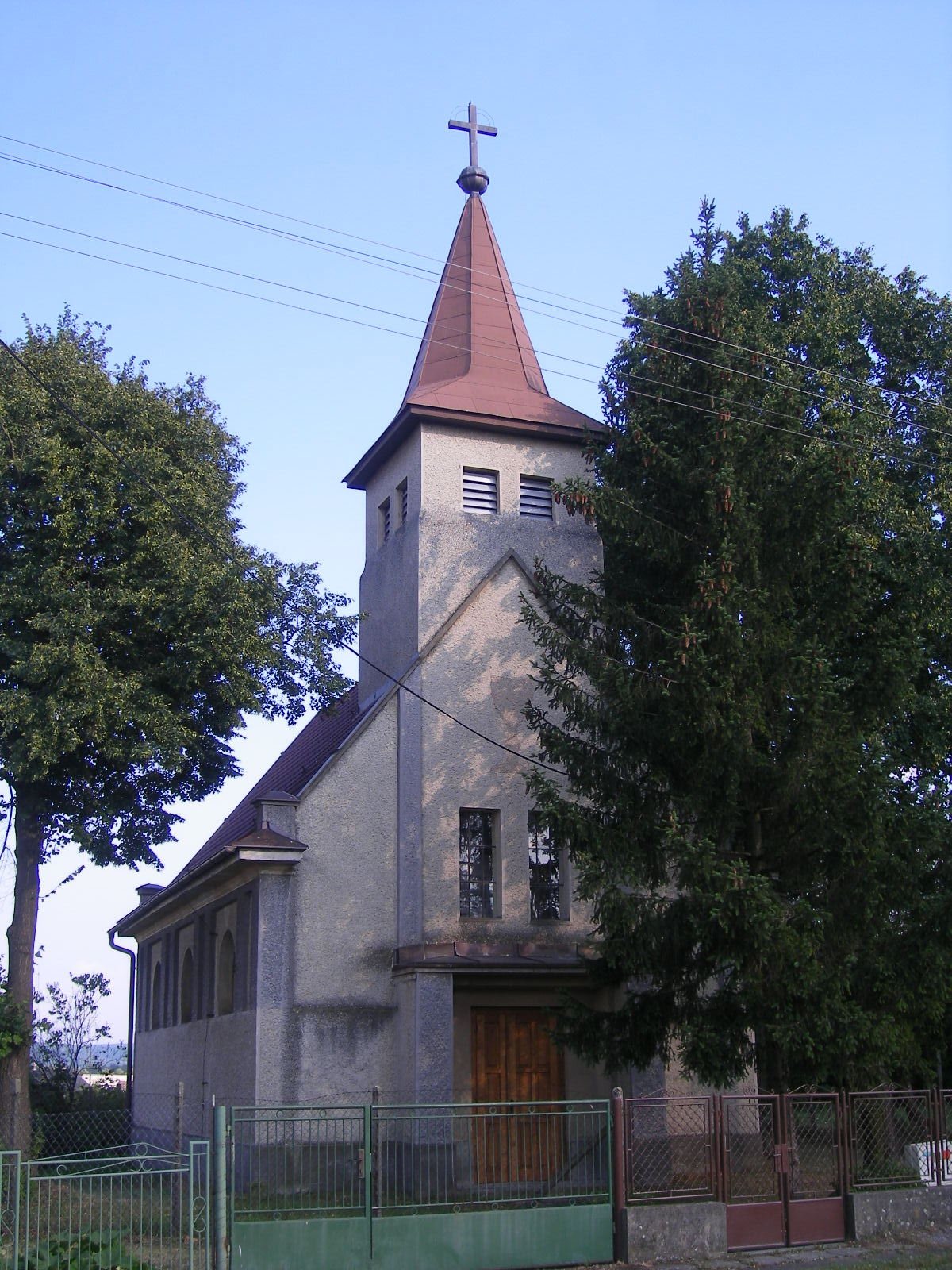
Evangélikus templom
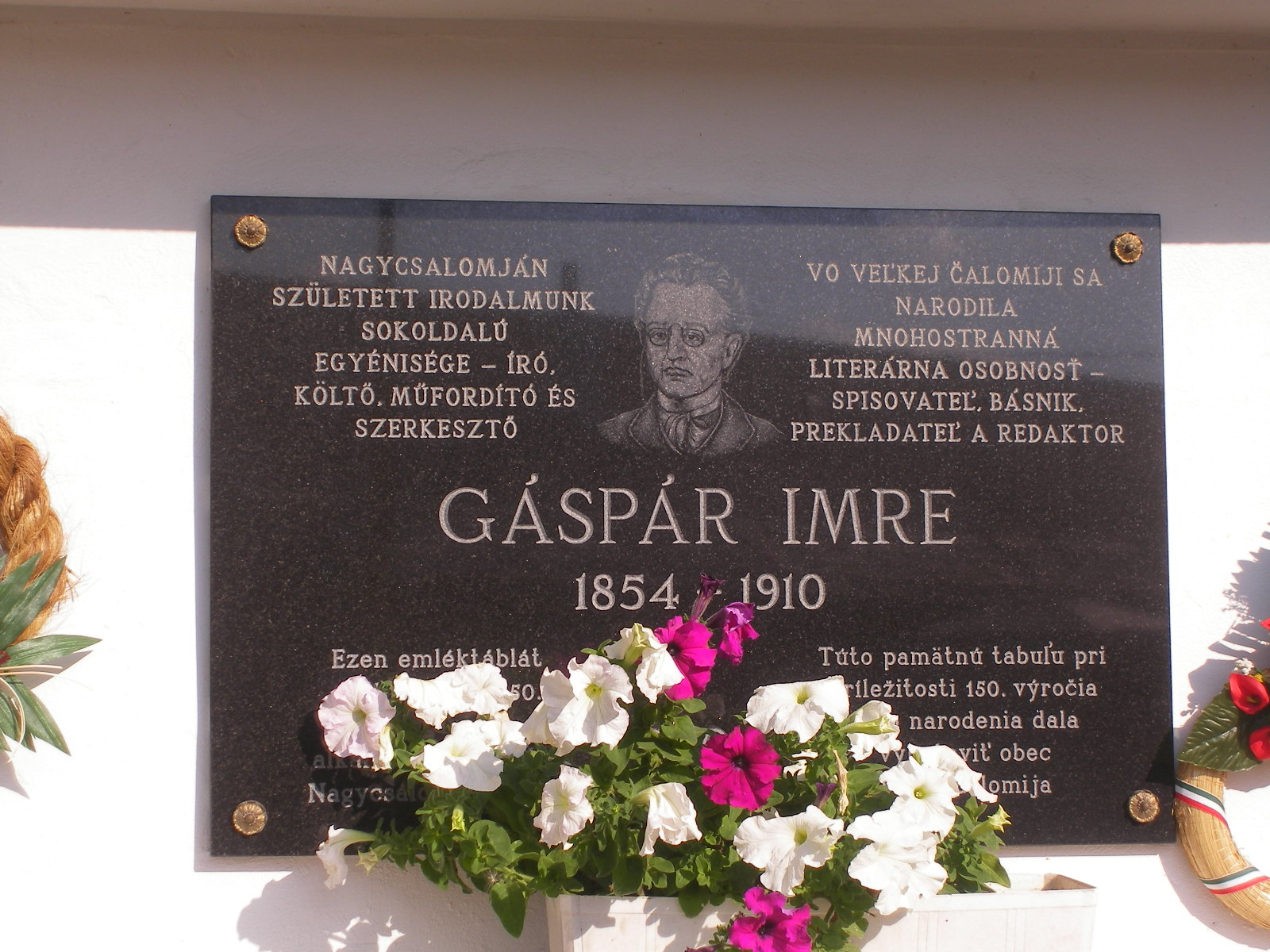
Gáspár Imre emléktáblája
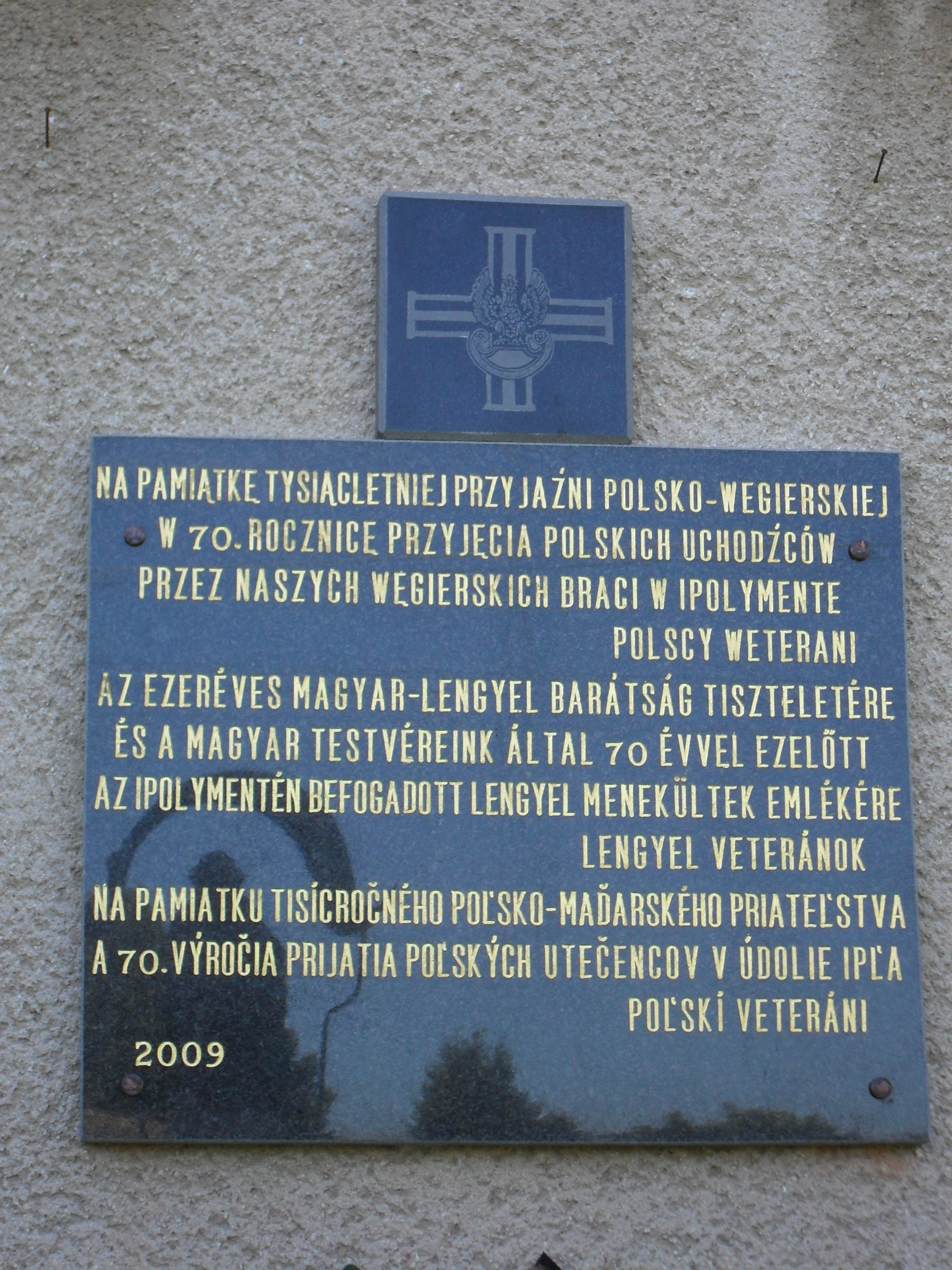
Lengyel menekültek emléktáblája a katolikus templom falán
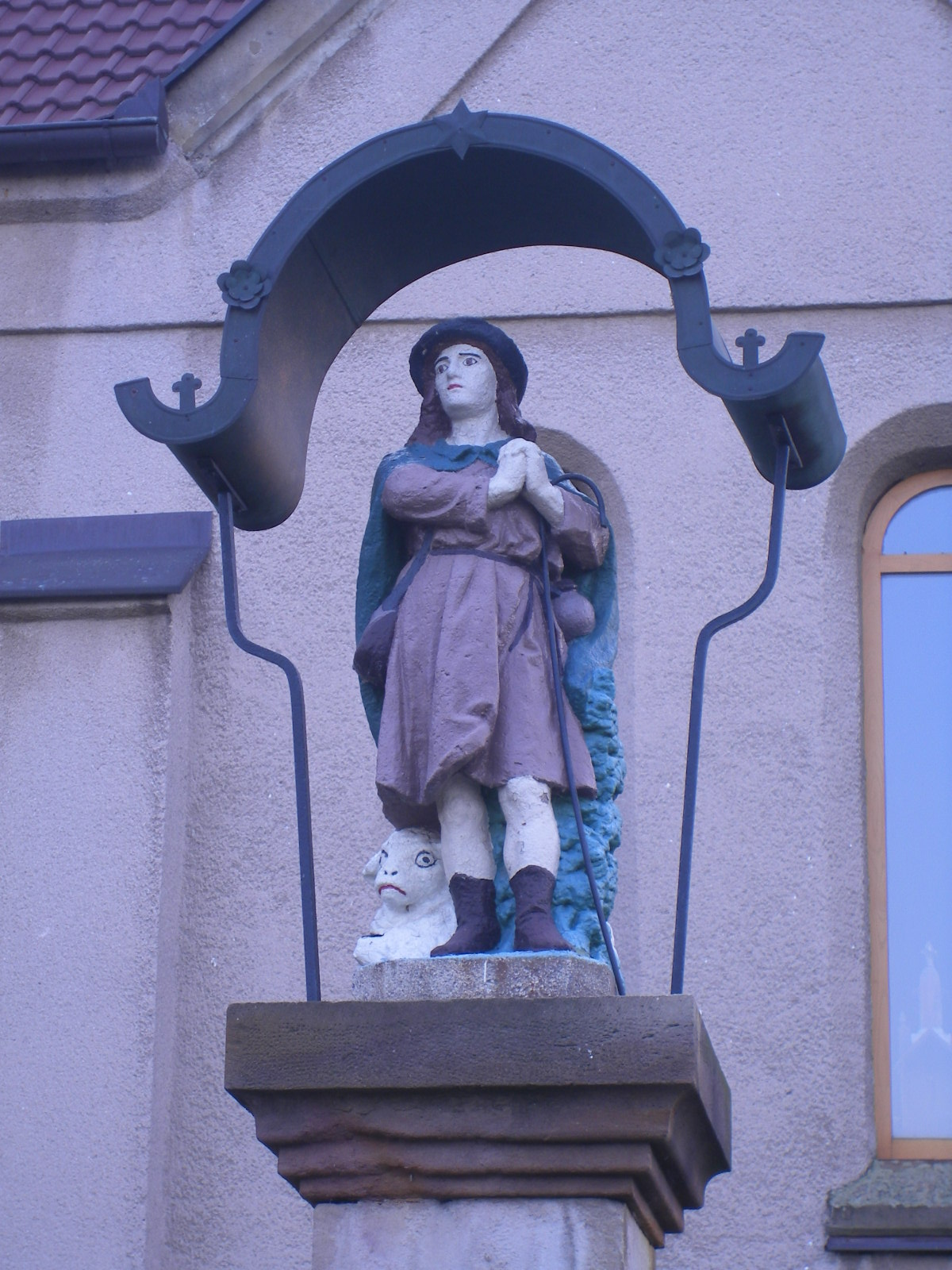
Szent Vendel szobra
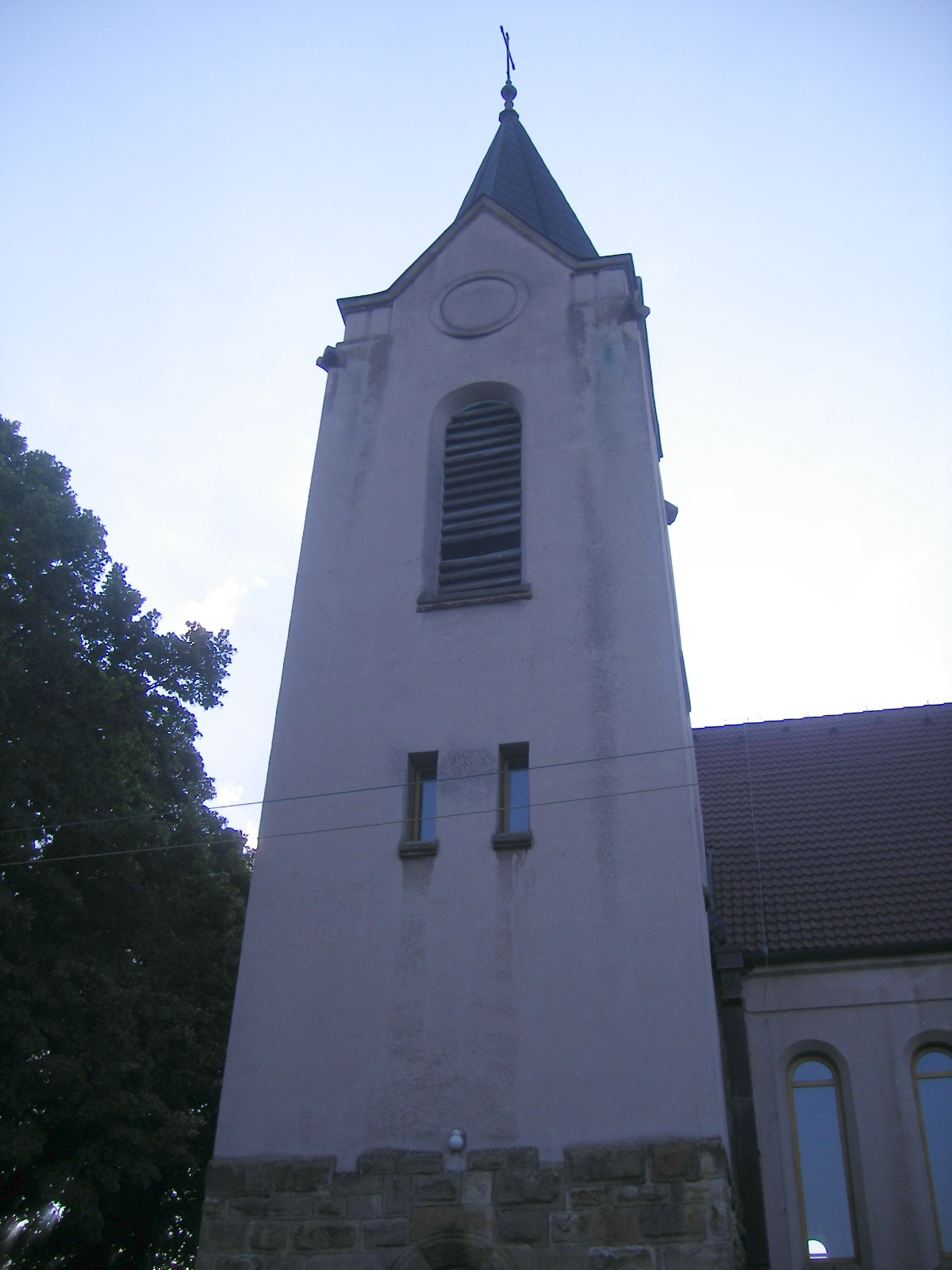
Katolikus templom
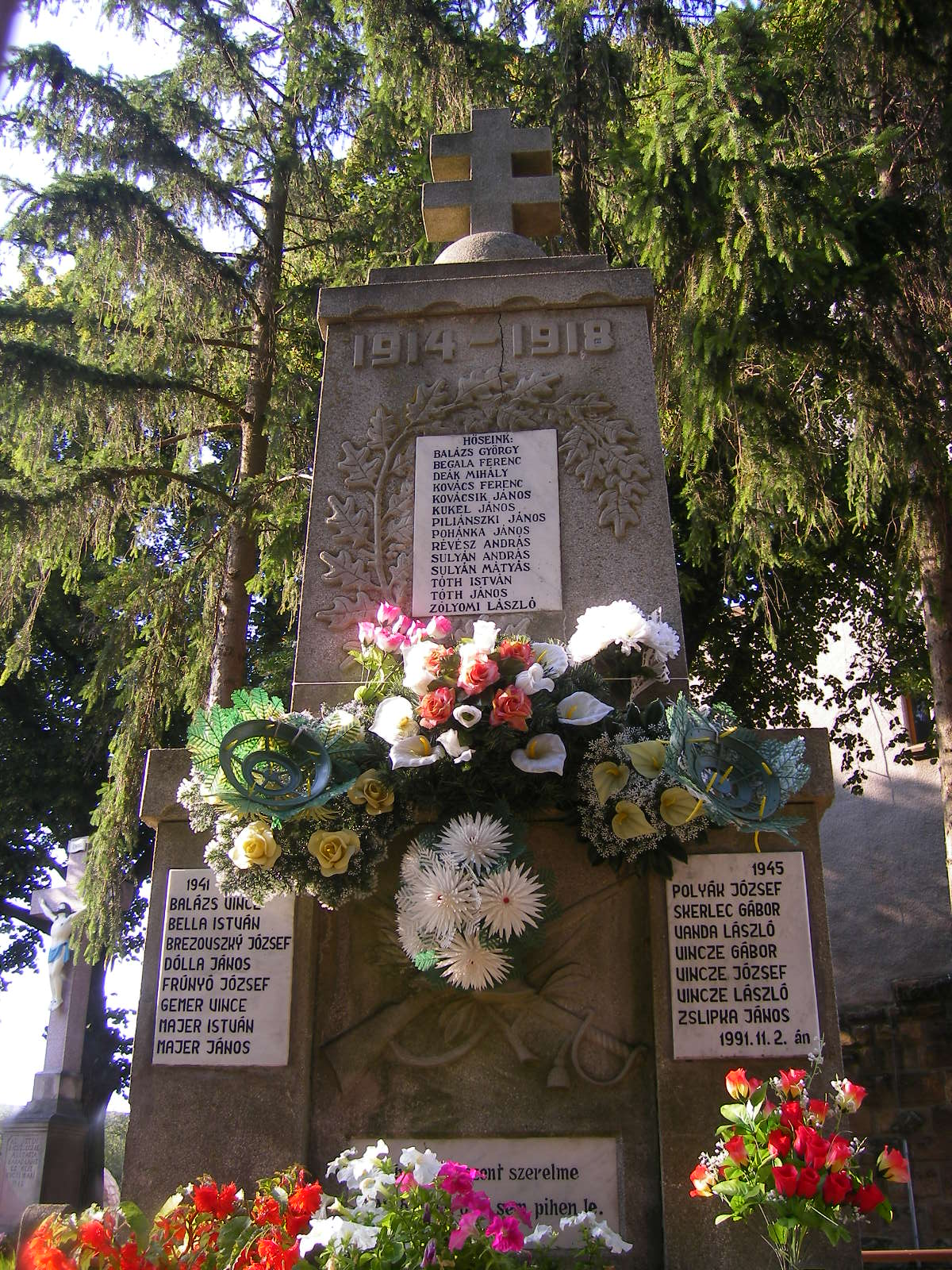
A két világháború áldozatainak emlékműve
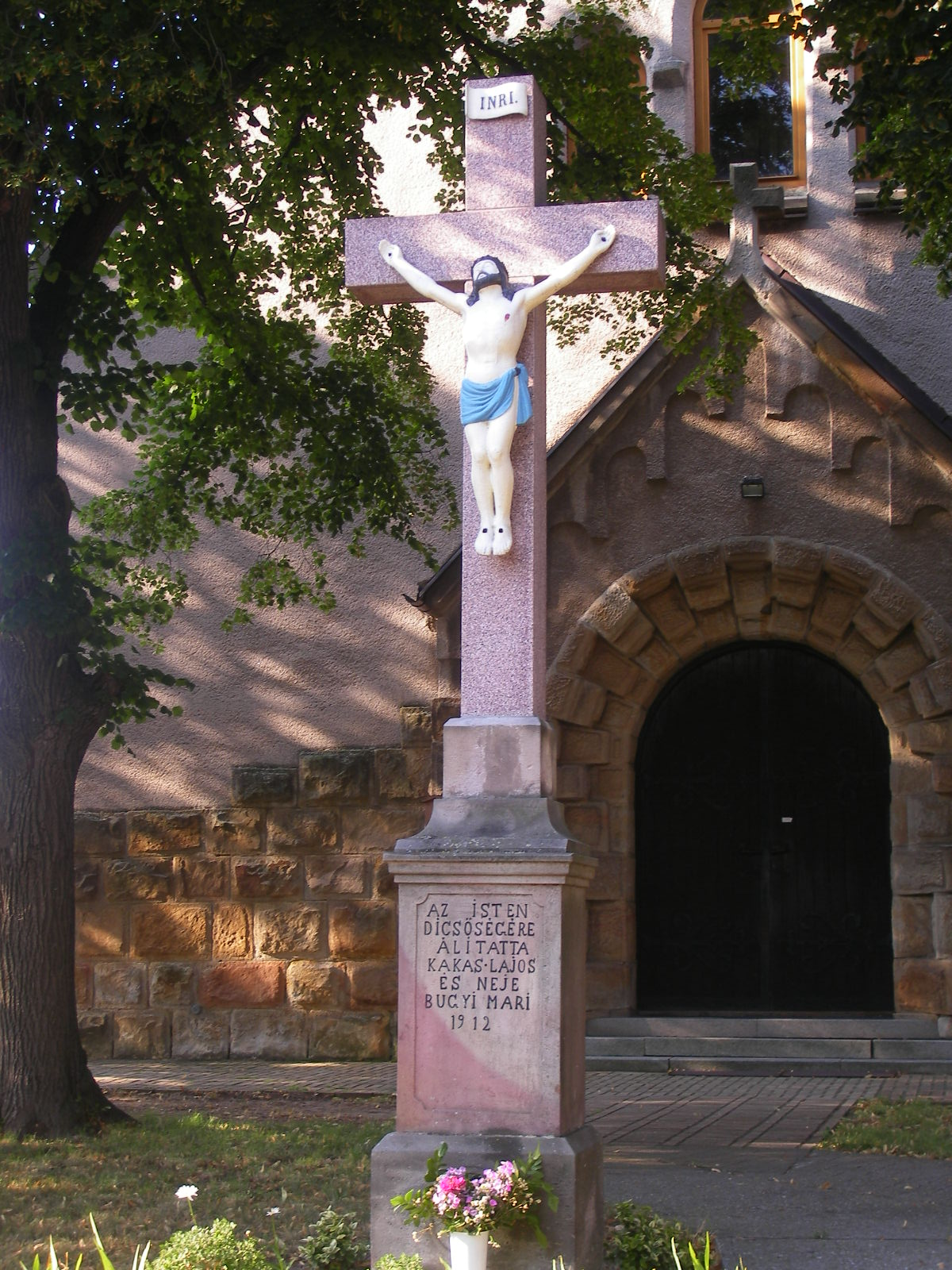
A katolikus templom előtt álló feszület
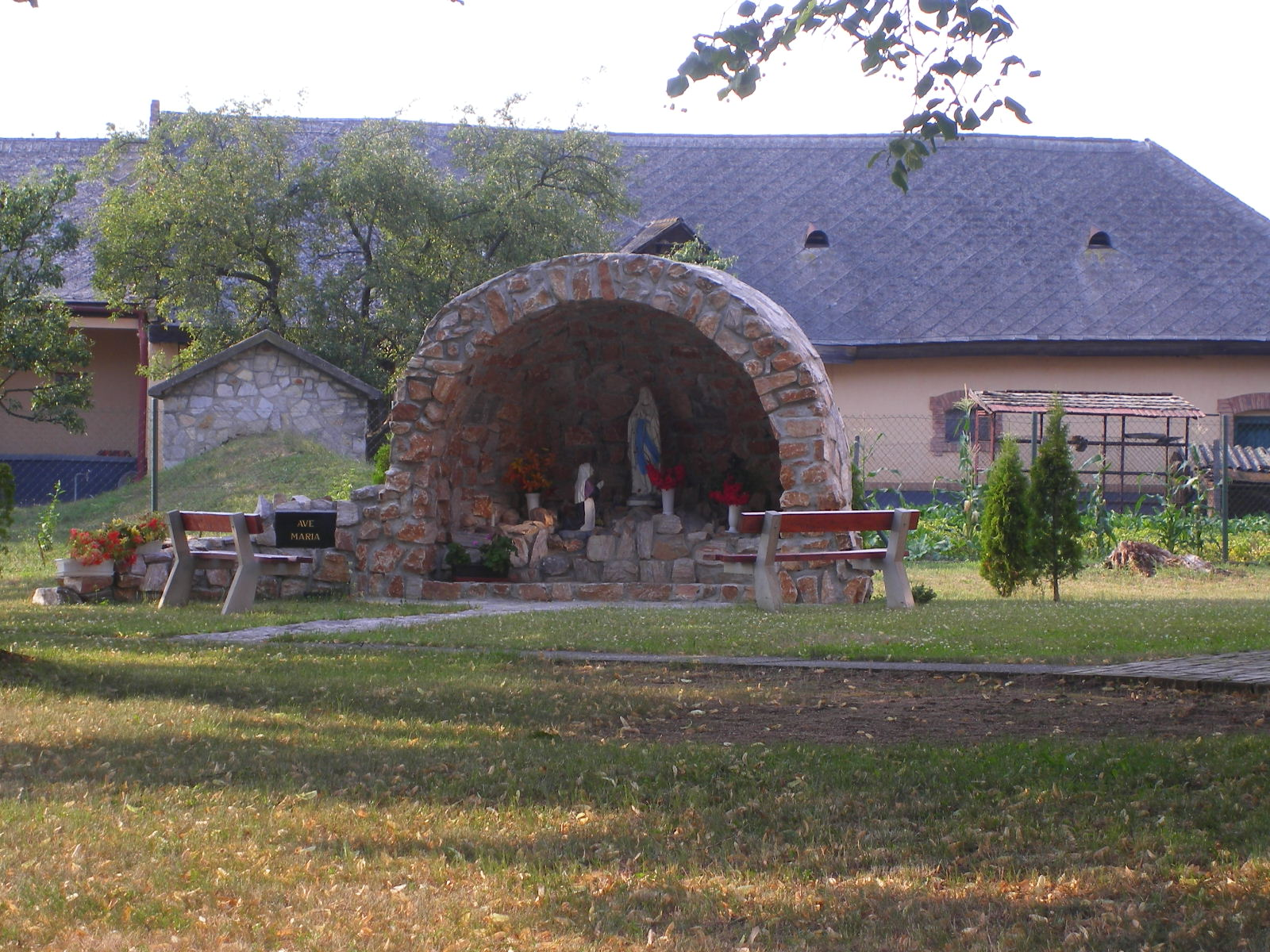
Grottó
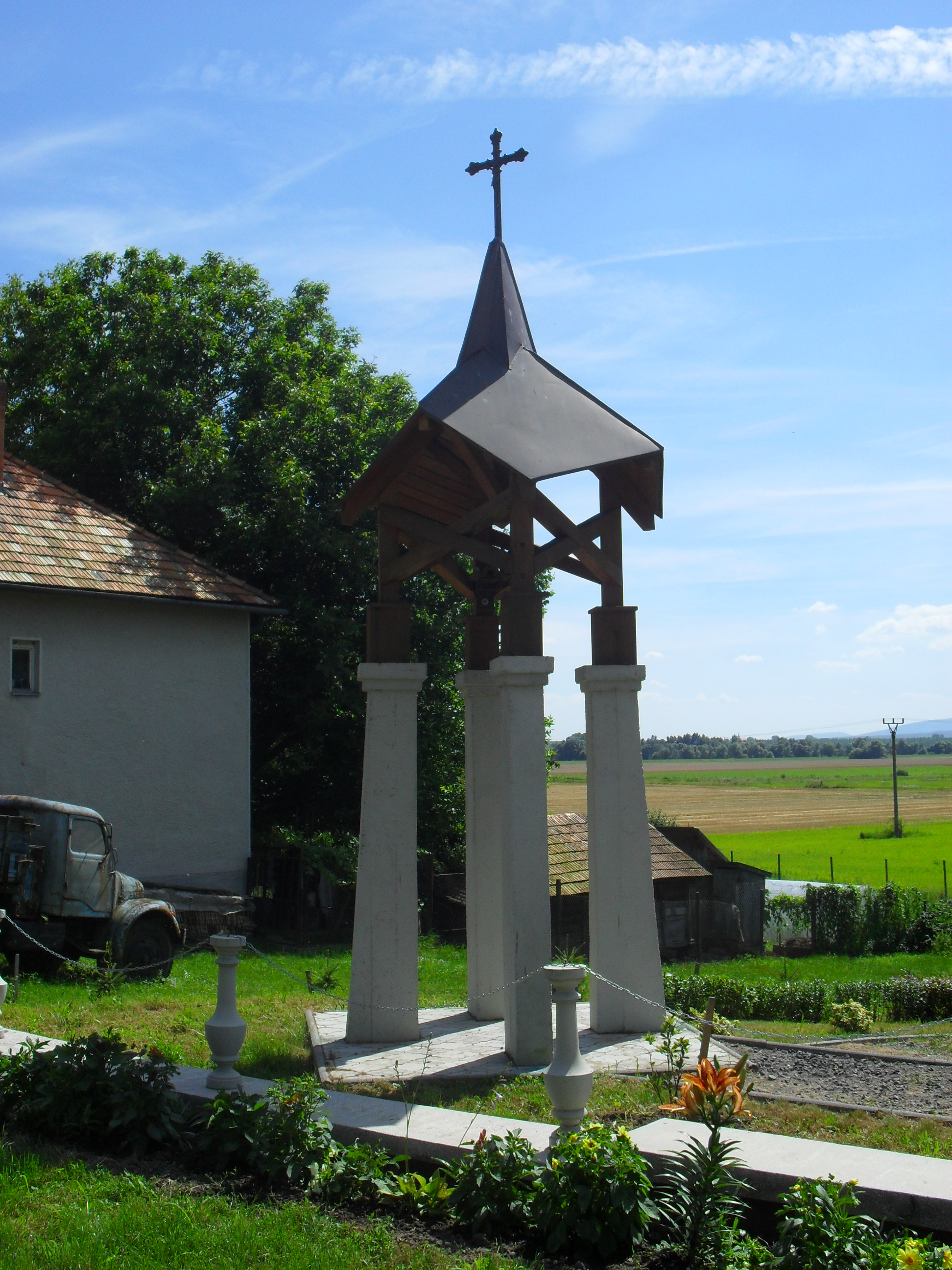
Harangláb
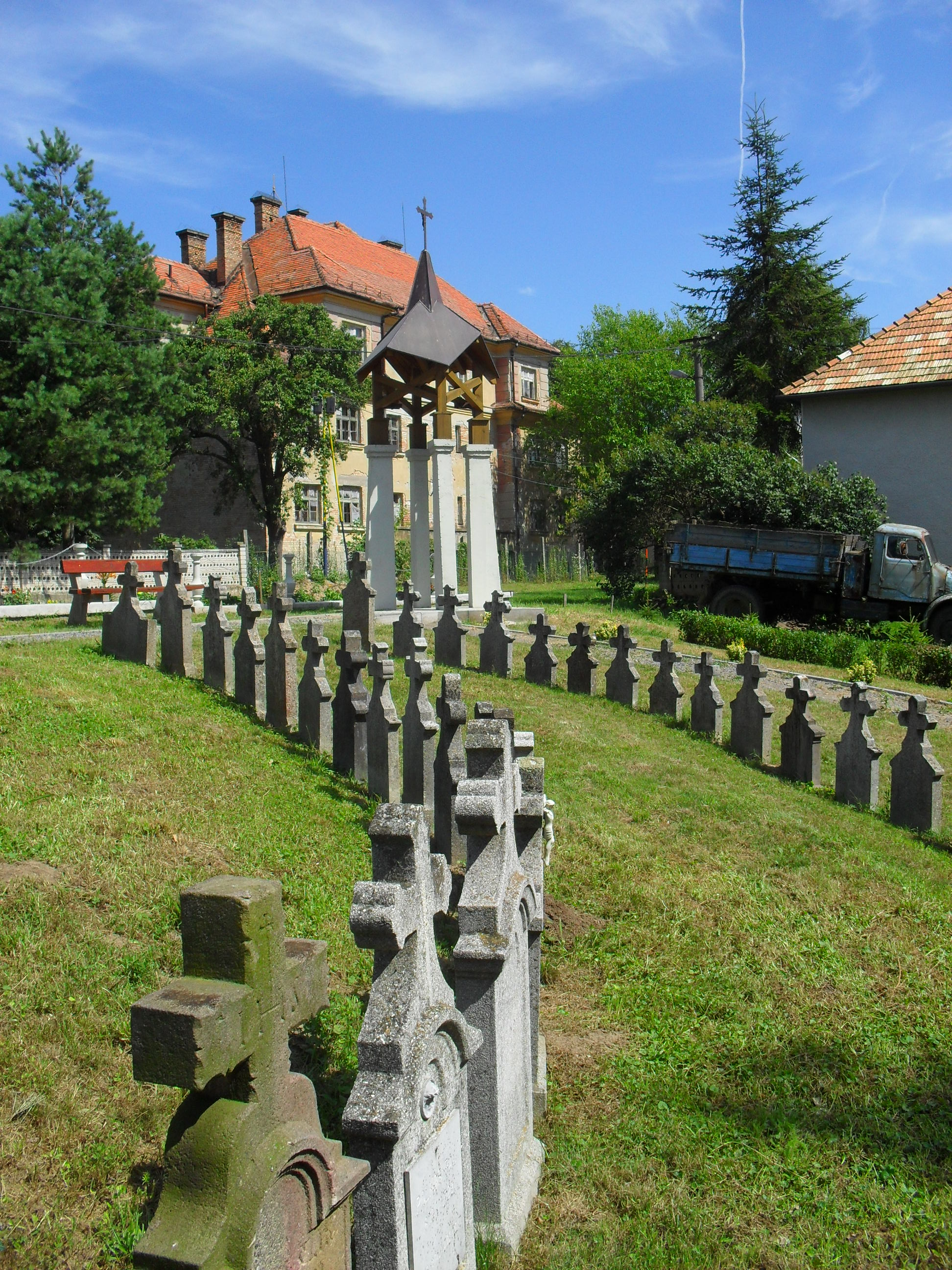
Régi sírkövek a temetőben
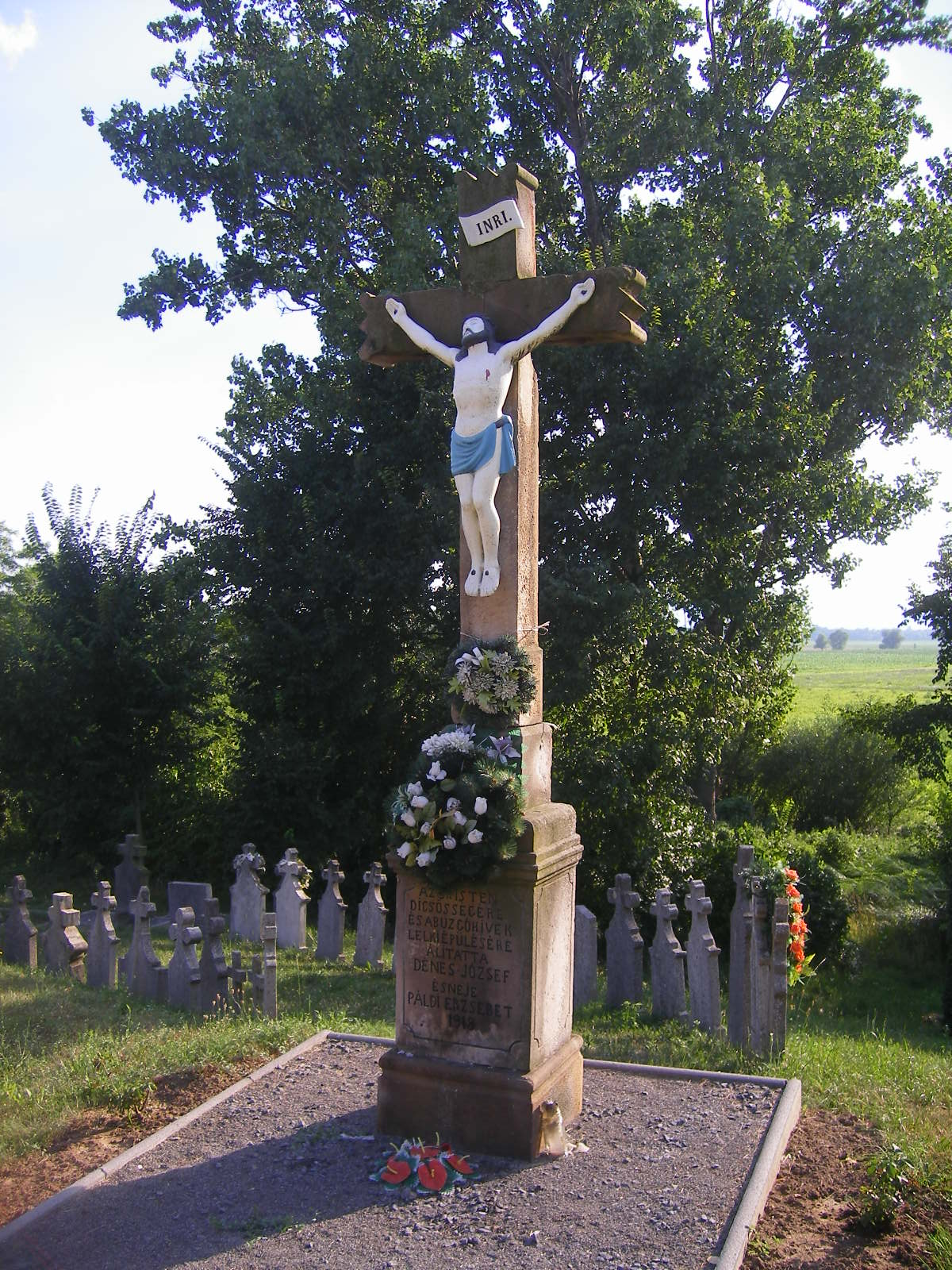
Feszület
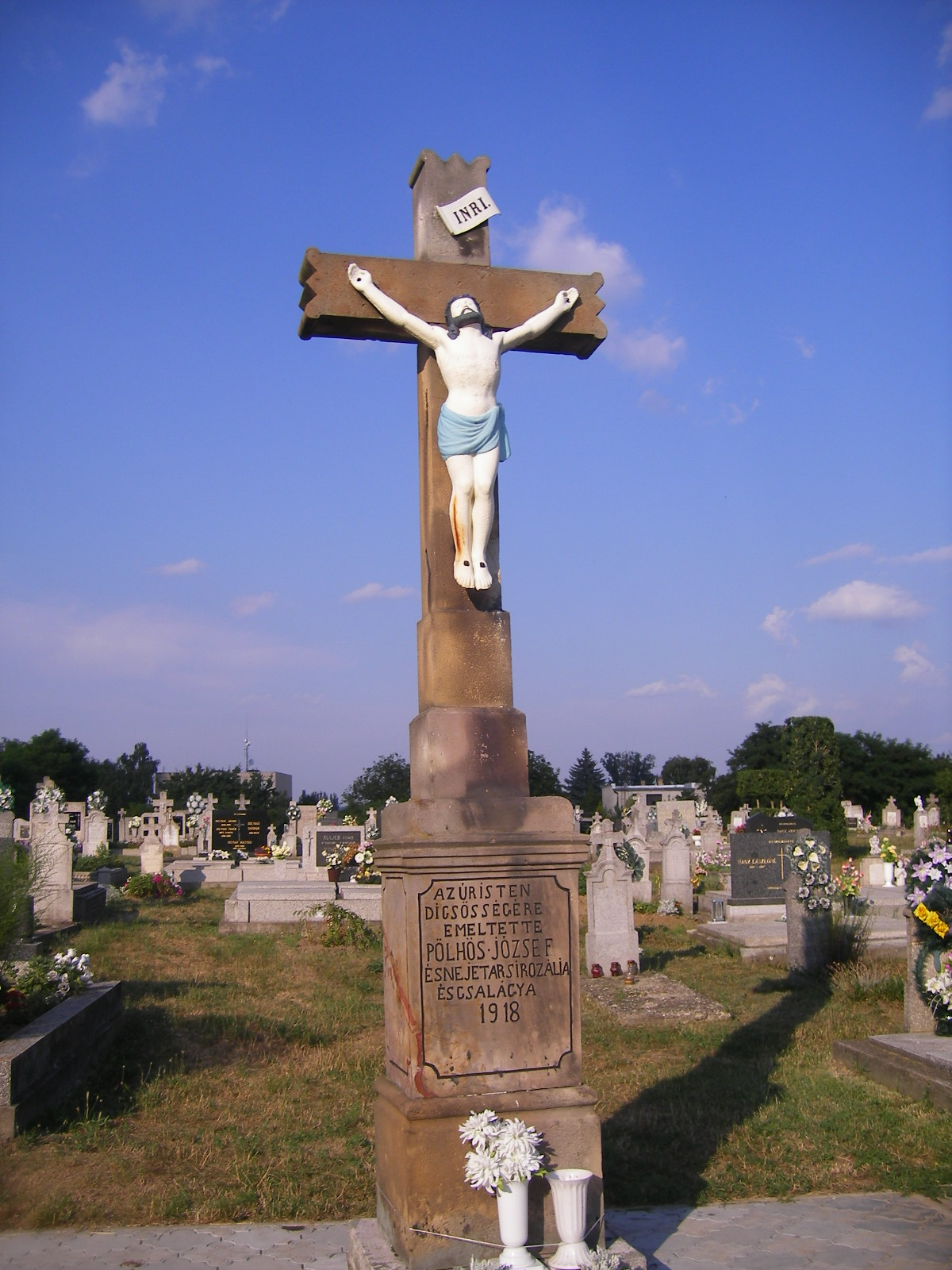
Temetői nagykereszt
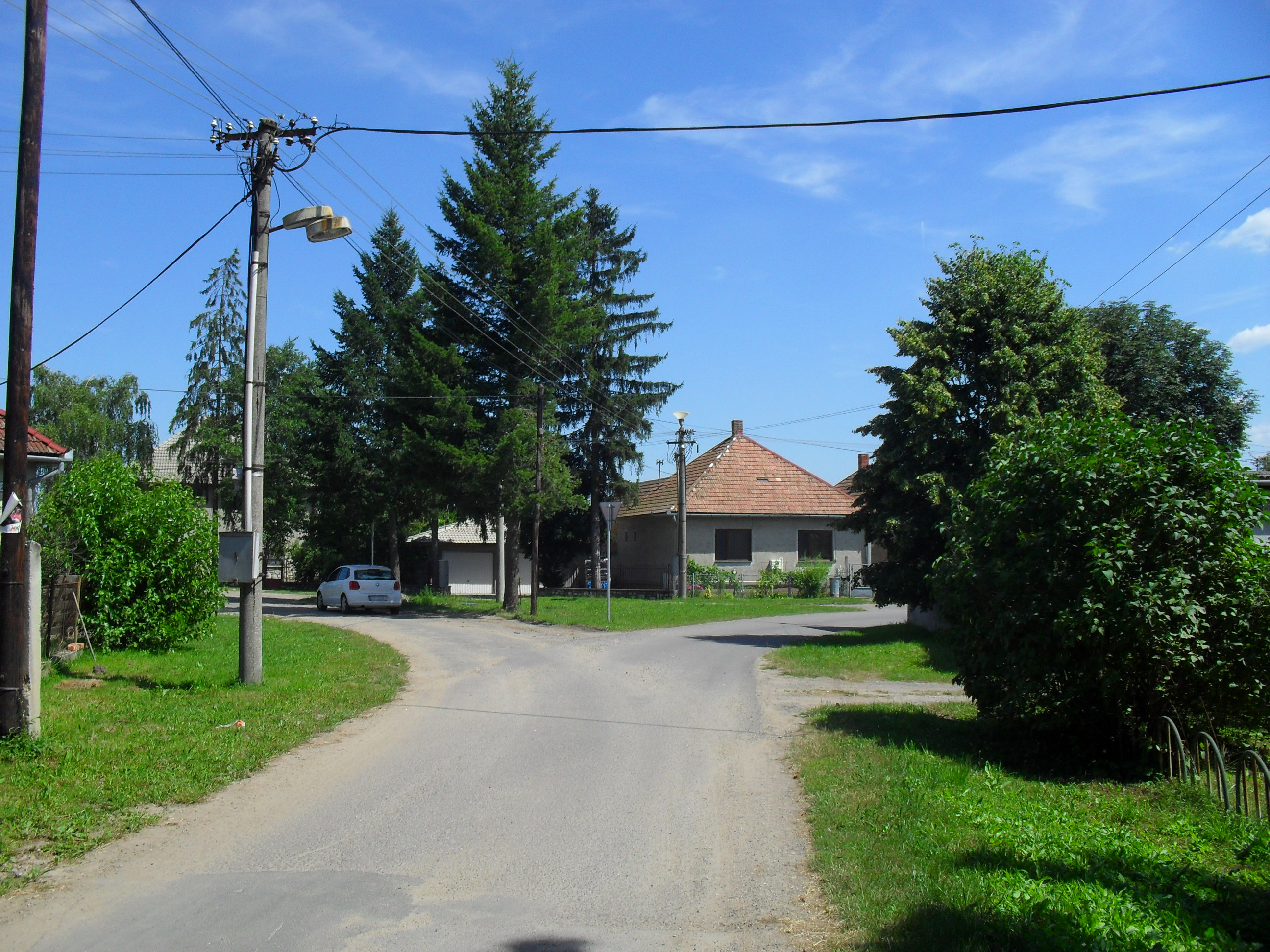
Nagycsalomjai utcakép
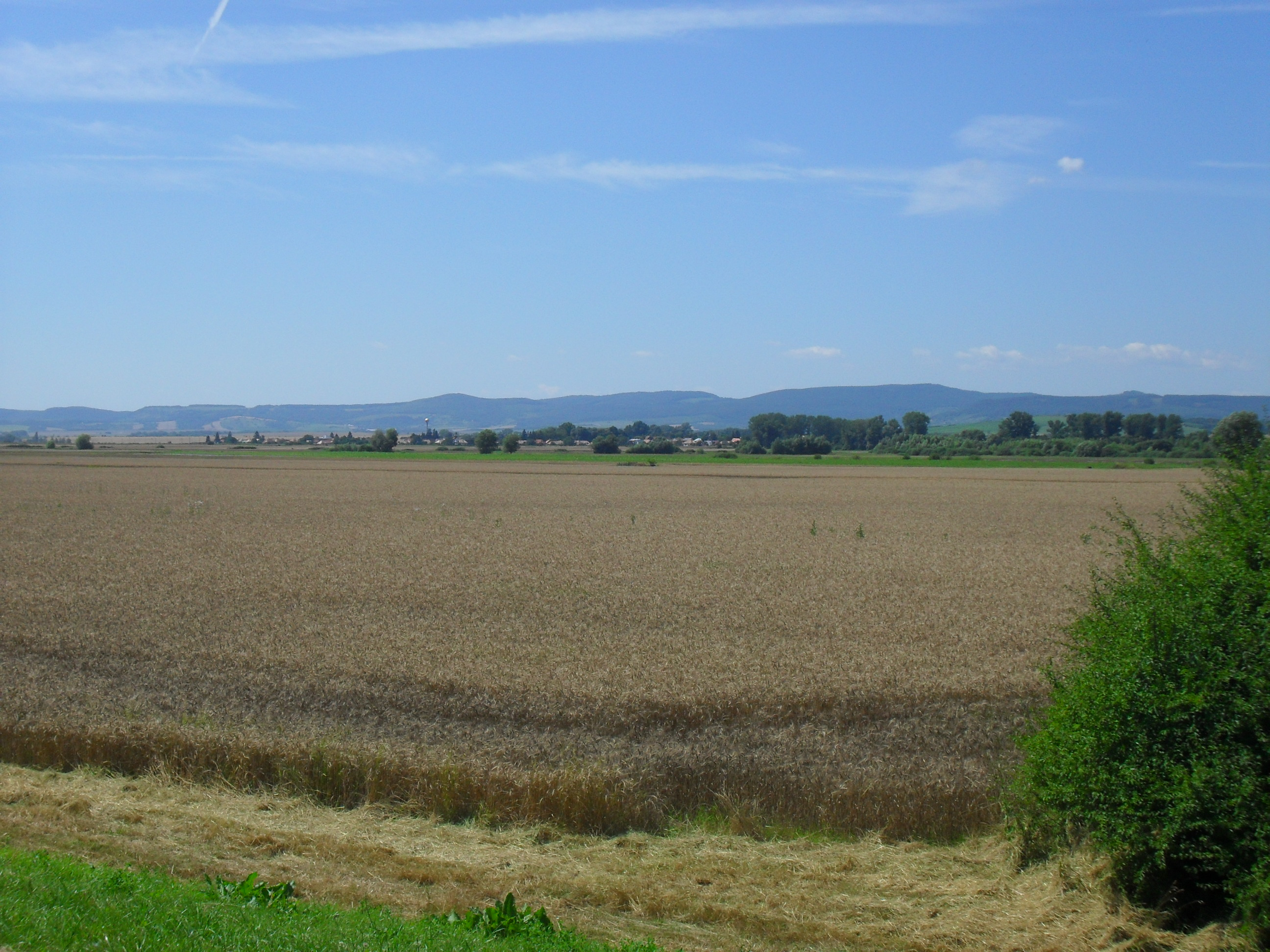
Kilátás az Ipoly töltéséről
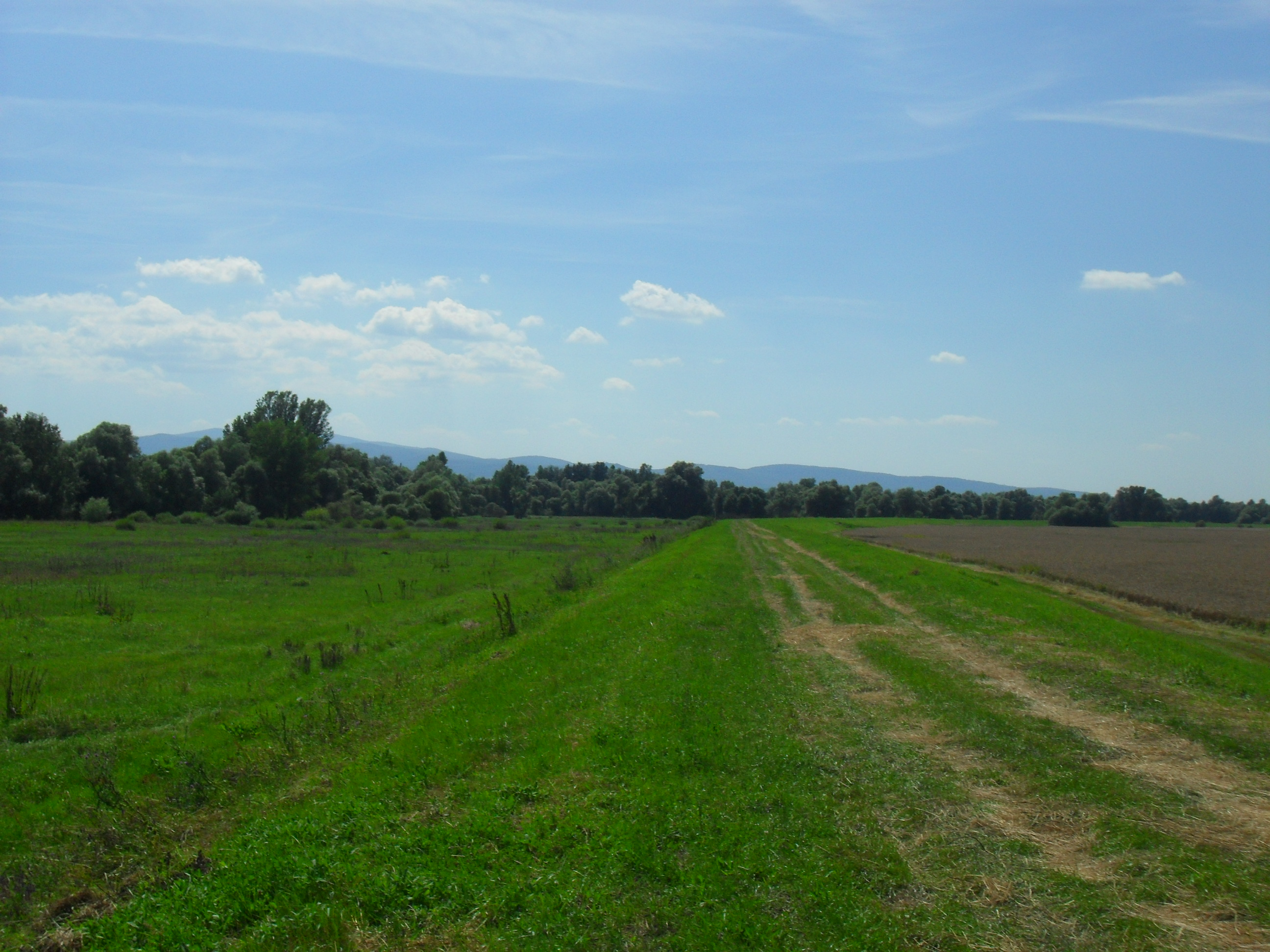
Az Ipoly töltése
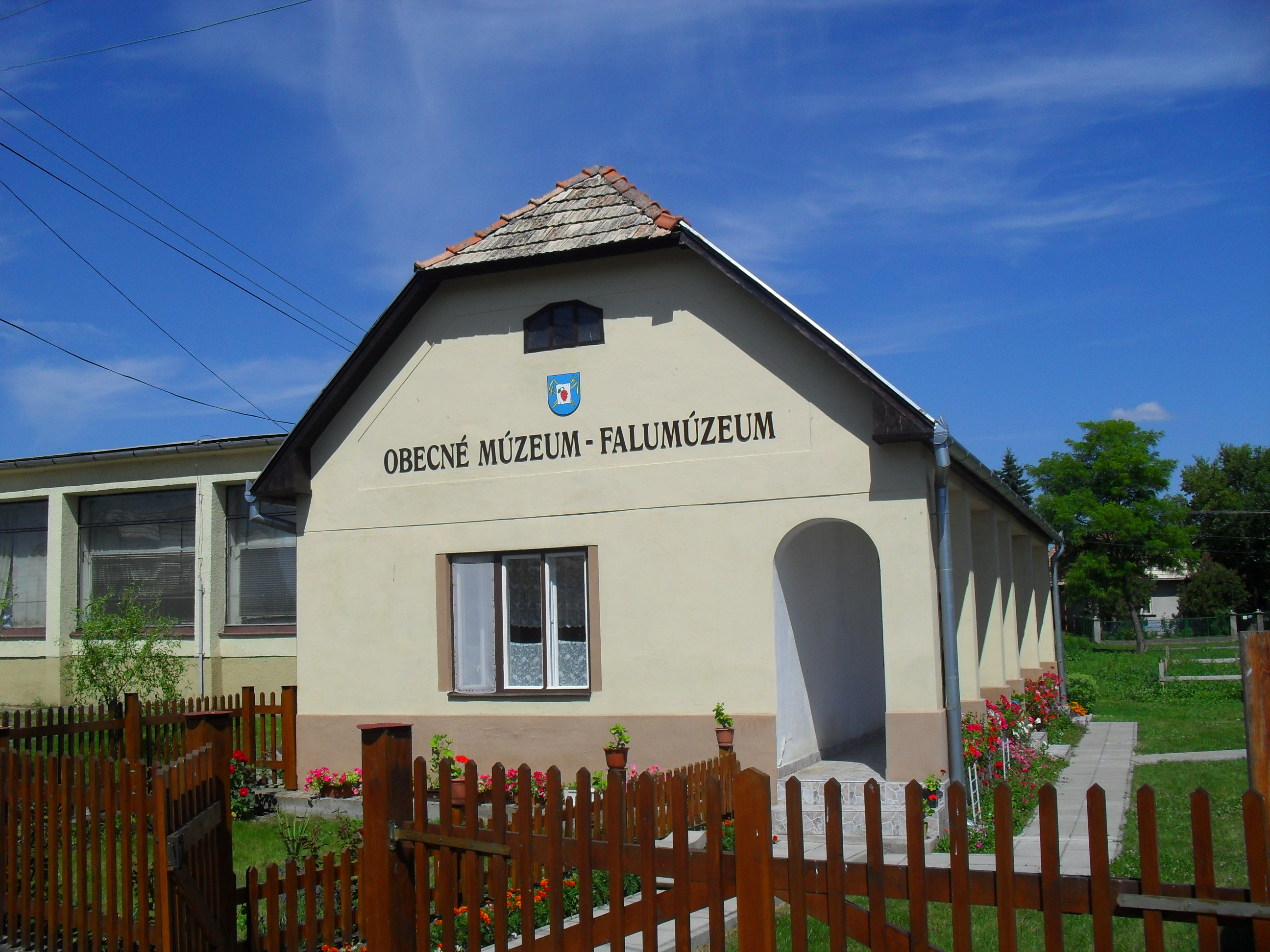
Falumúzeum
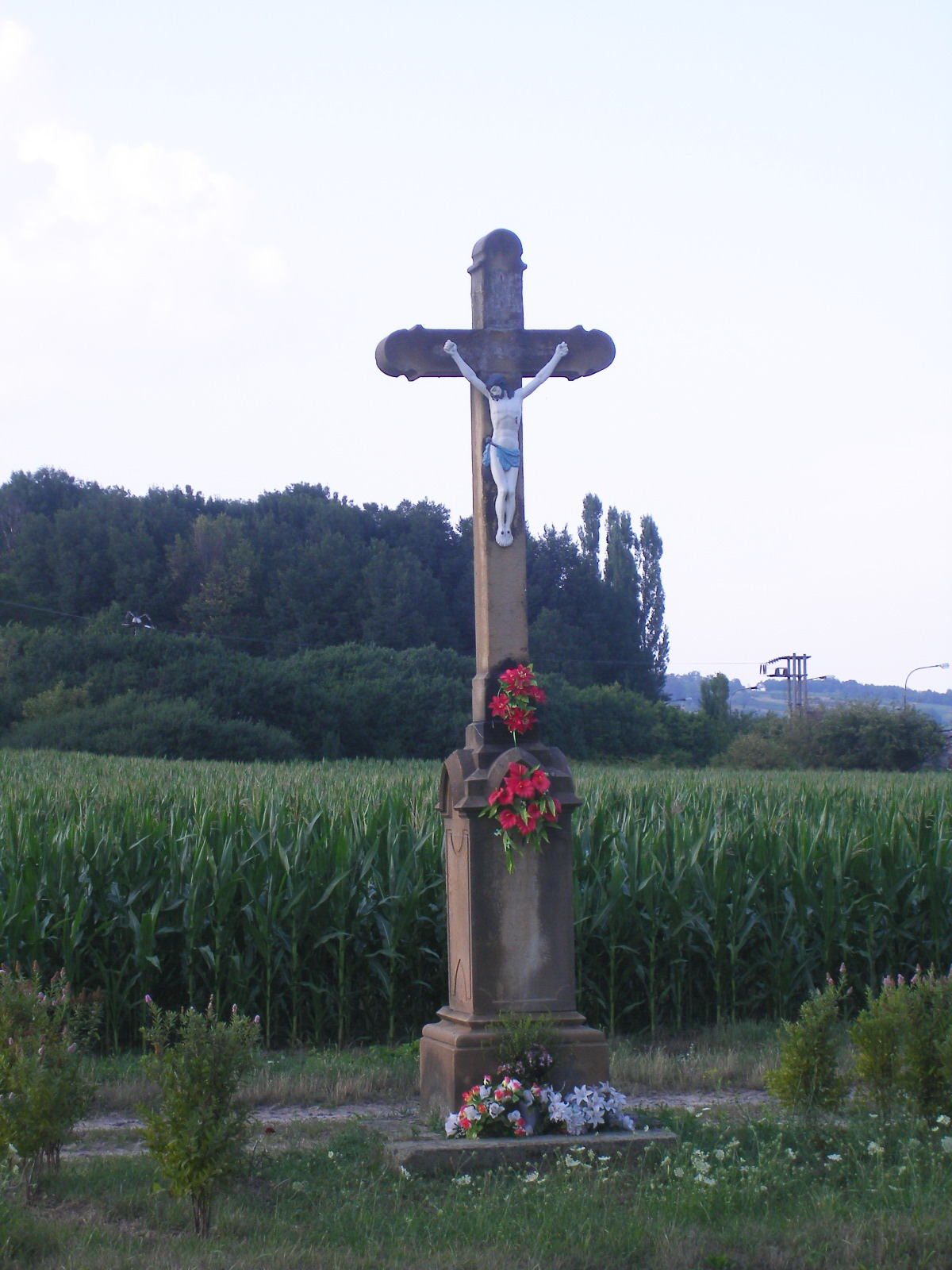
Feszület az 527-es út mellett
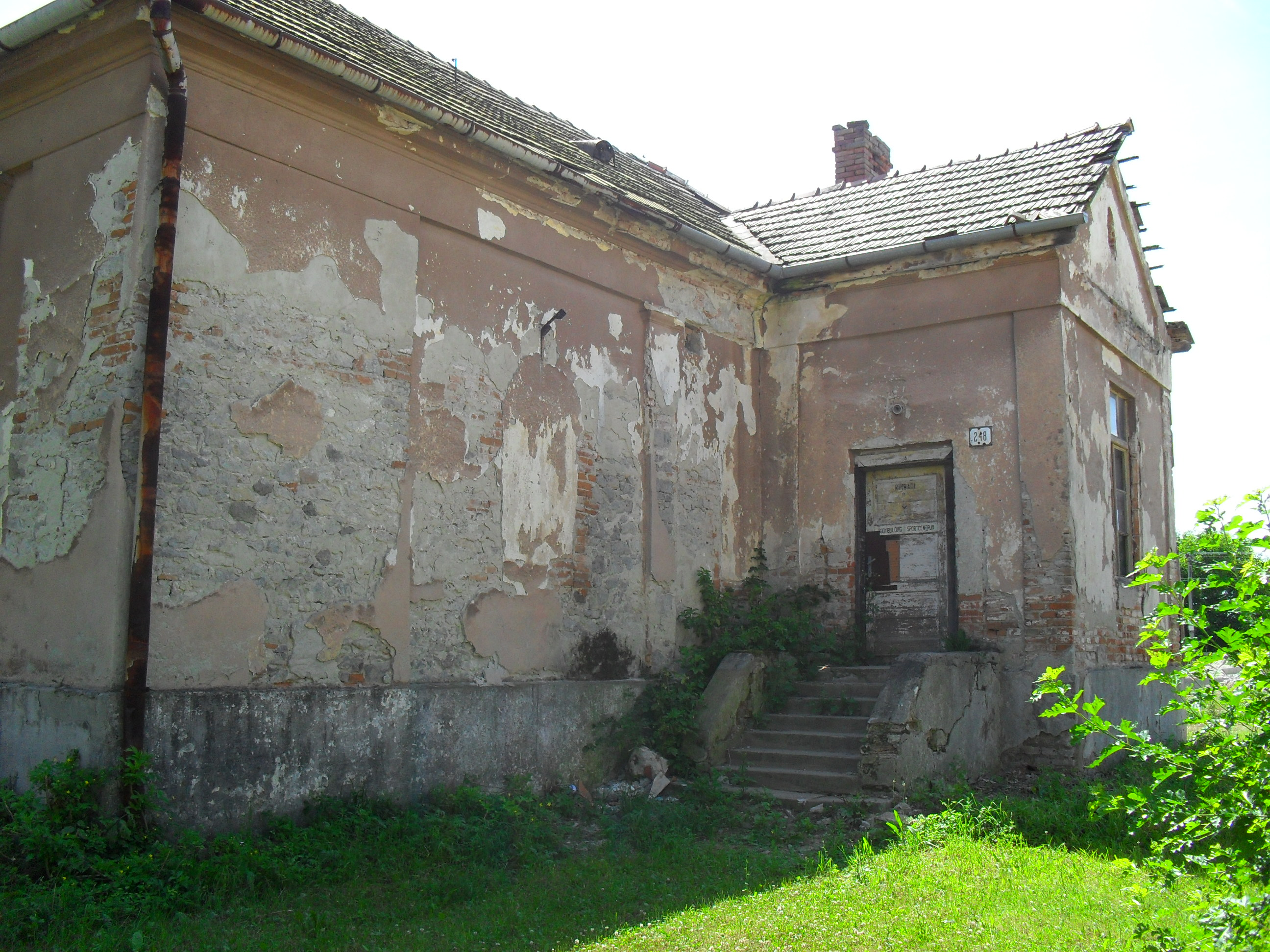
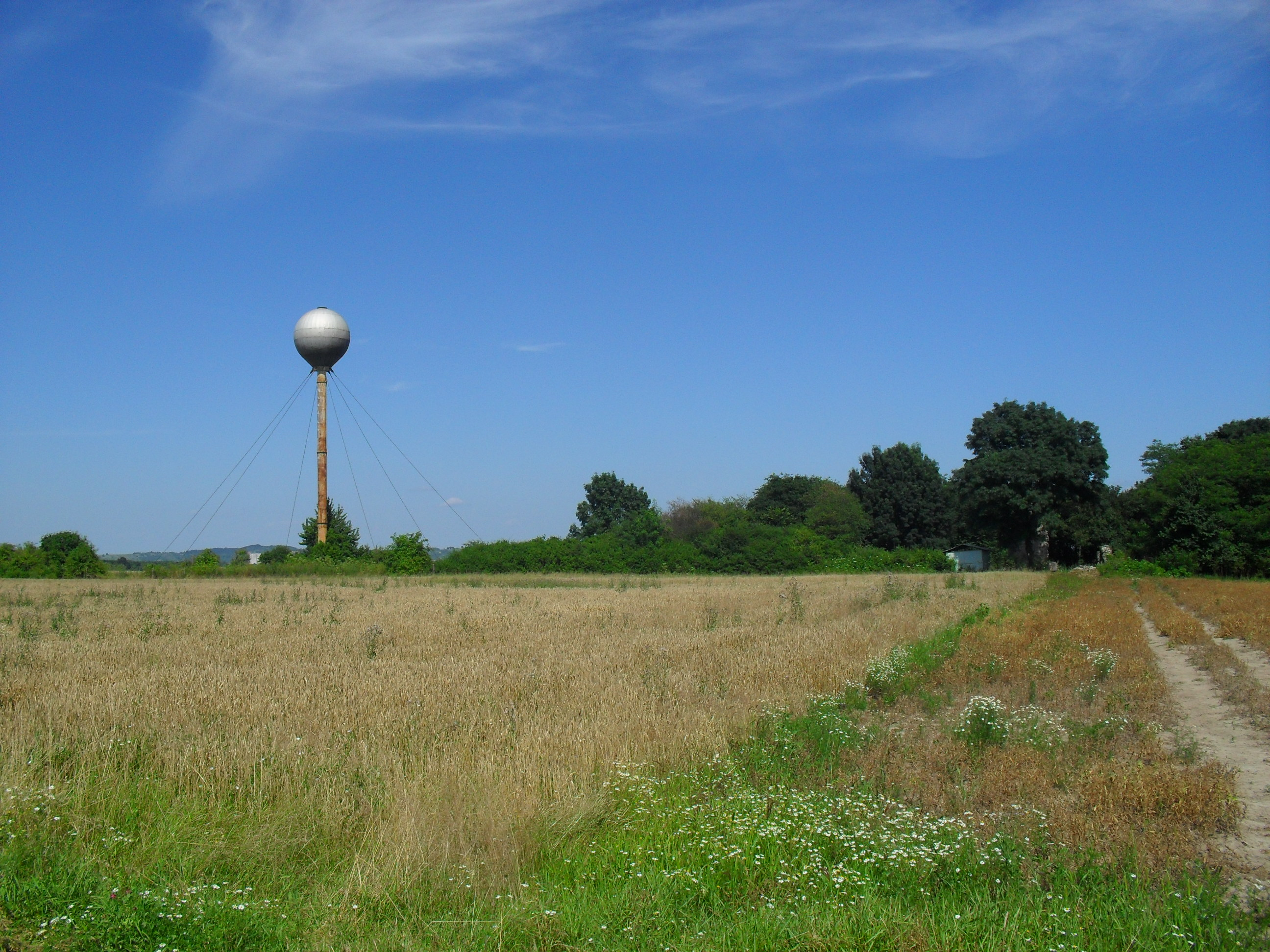
Tájkép a község határában

### Templomrom

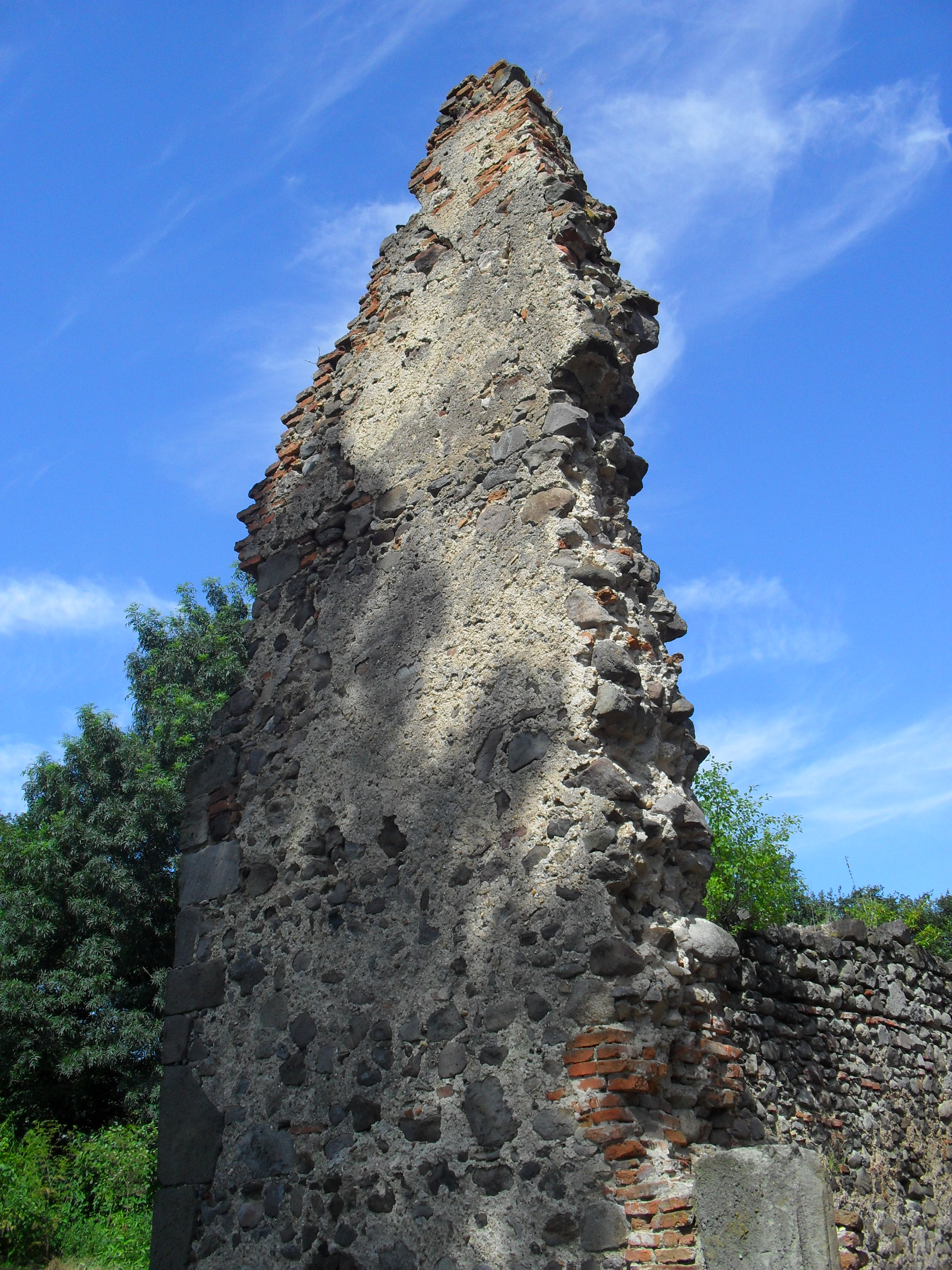
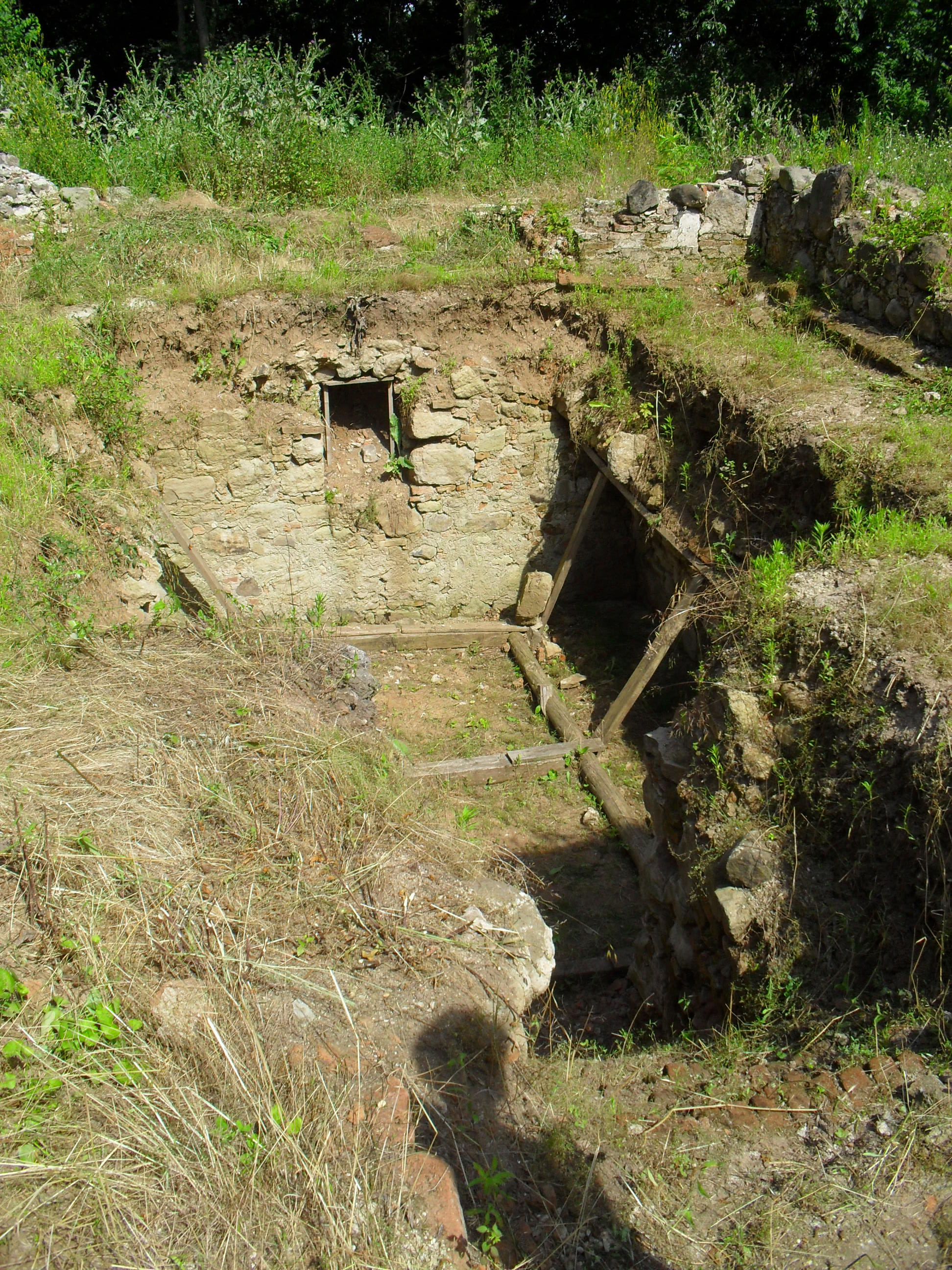
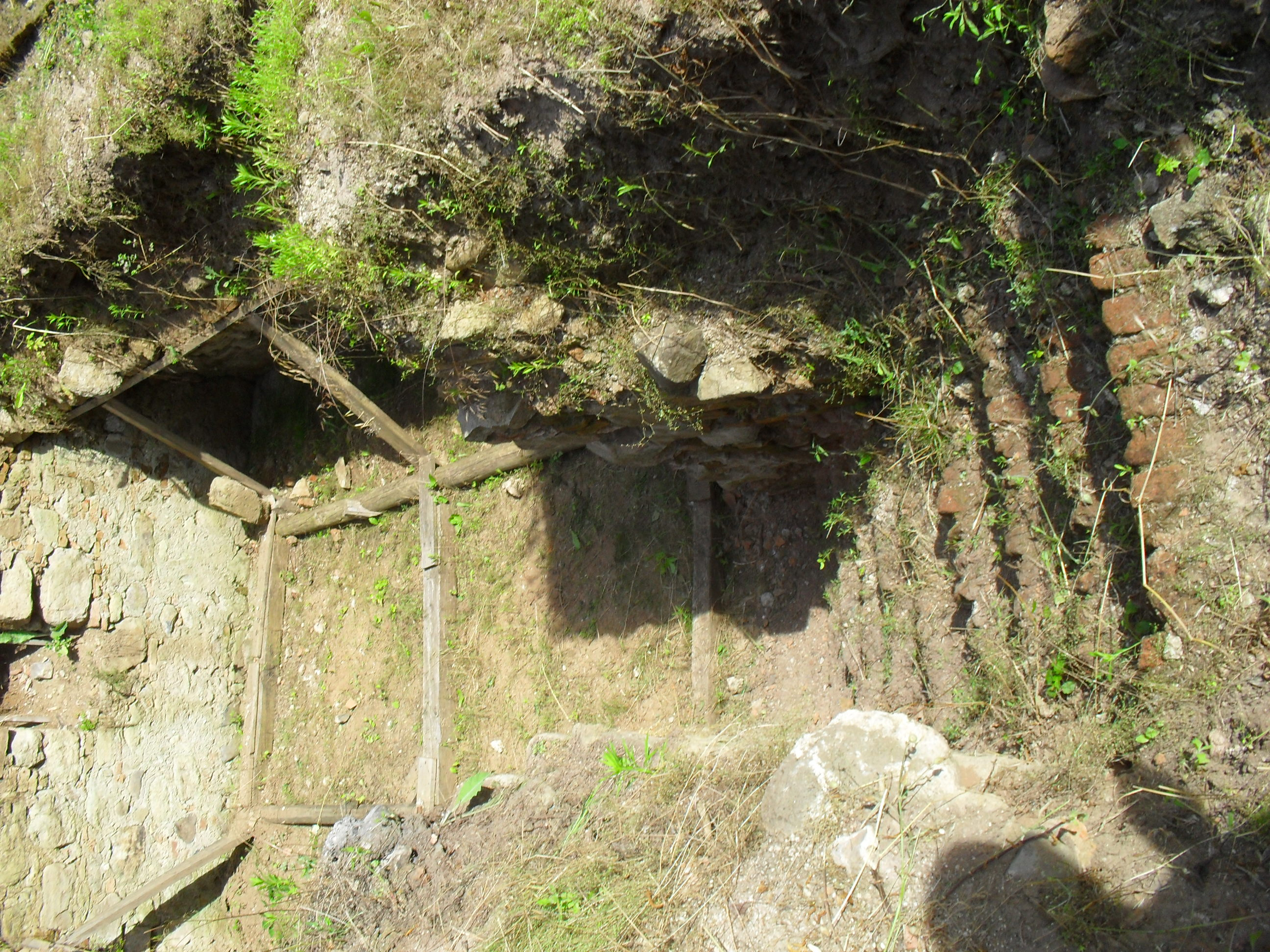
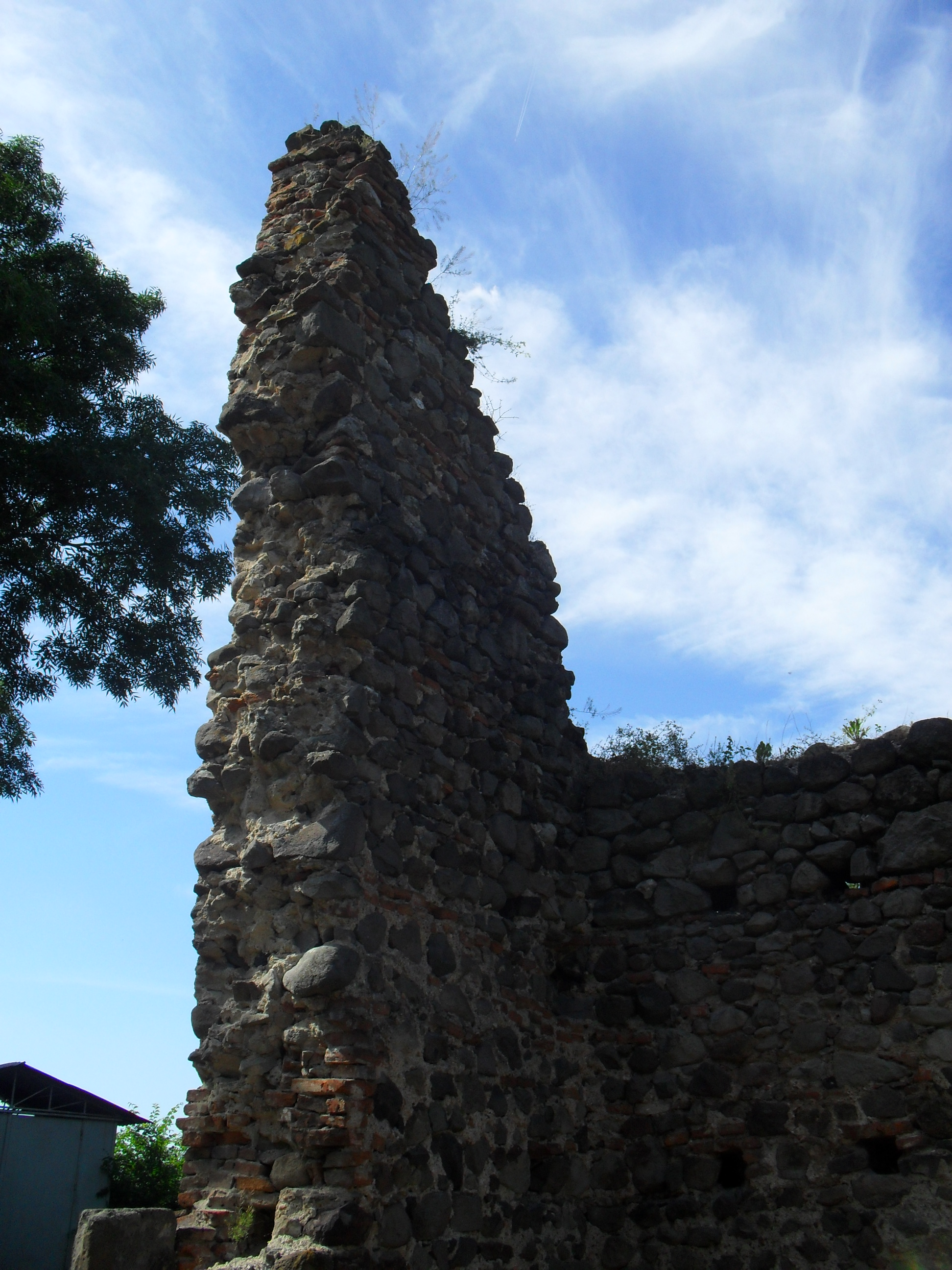
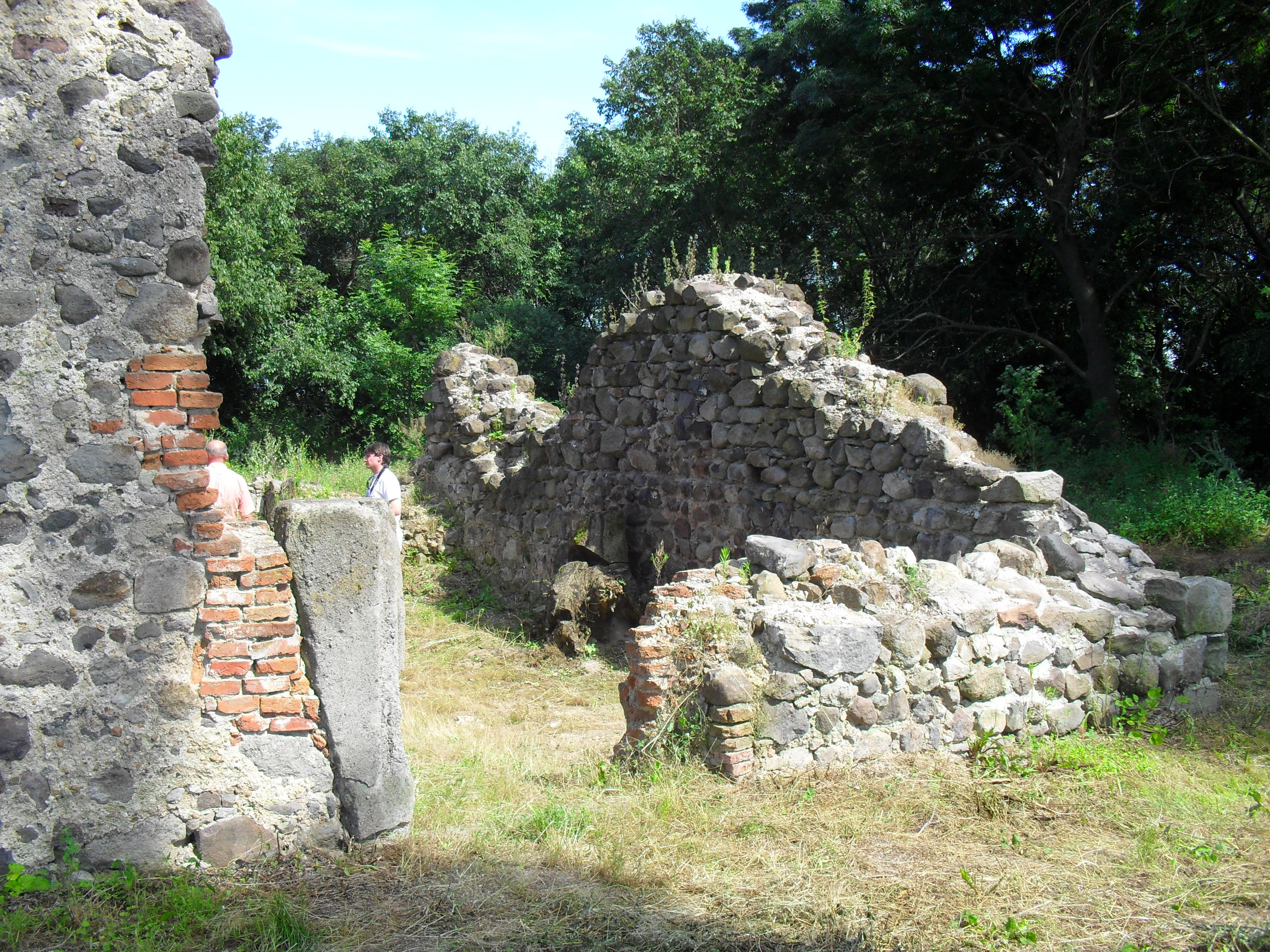
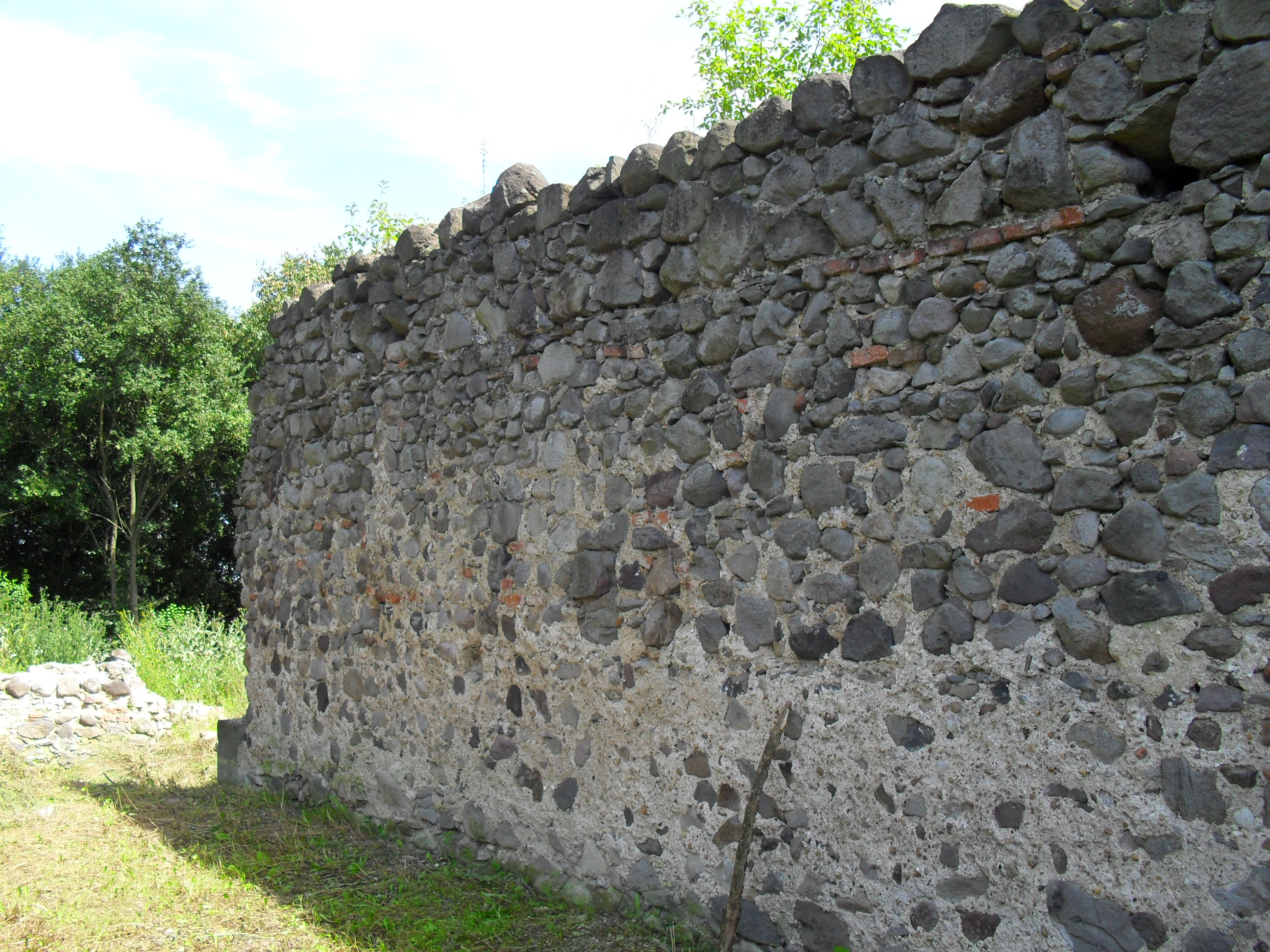
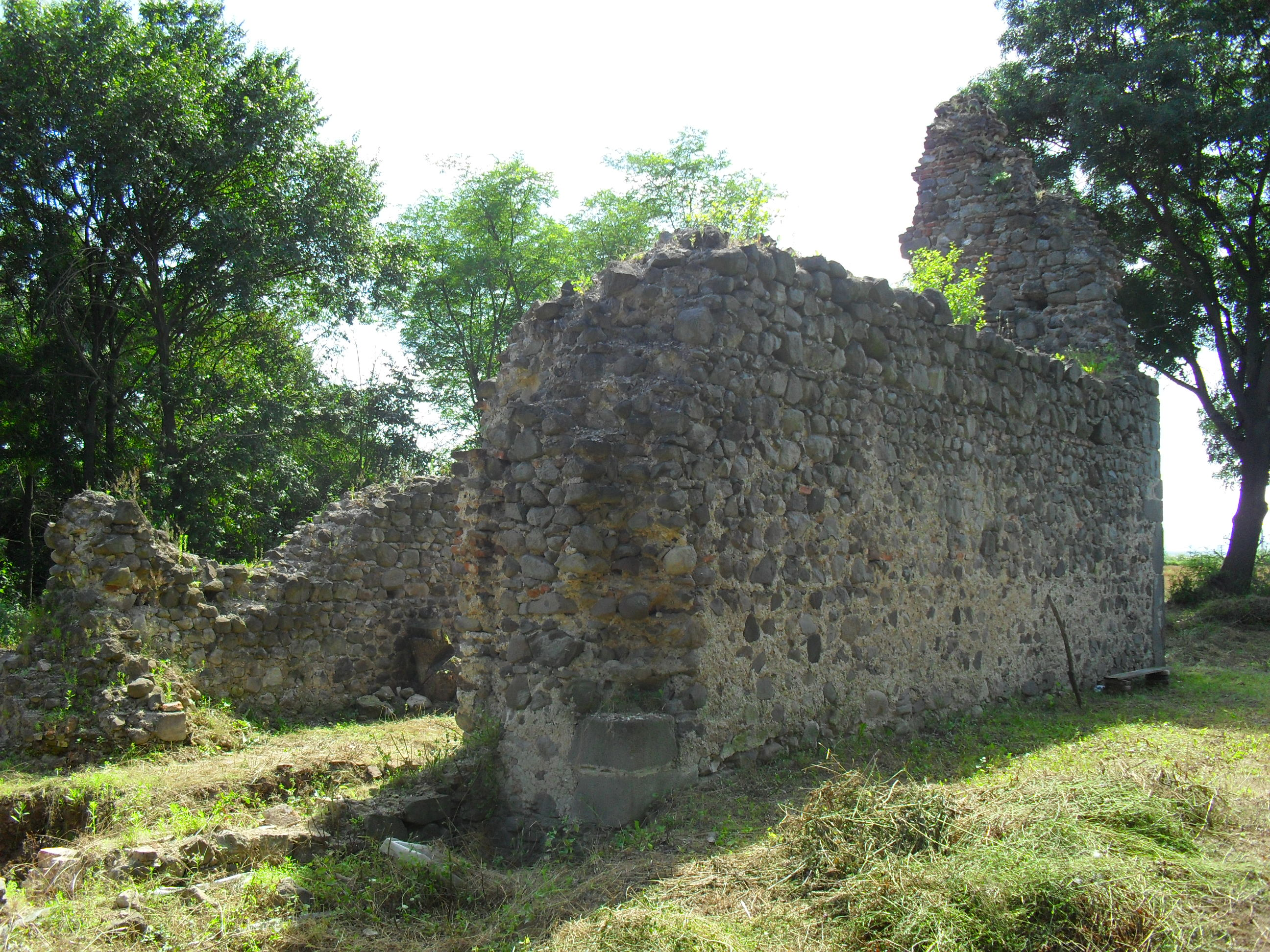
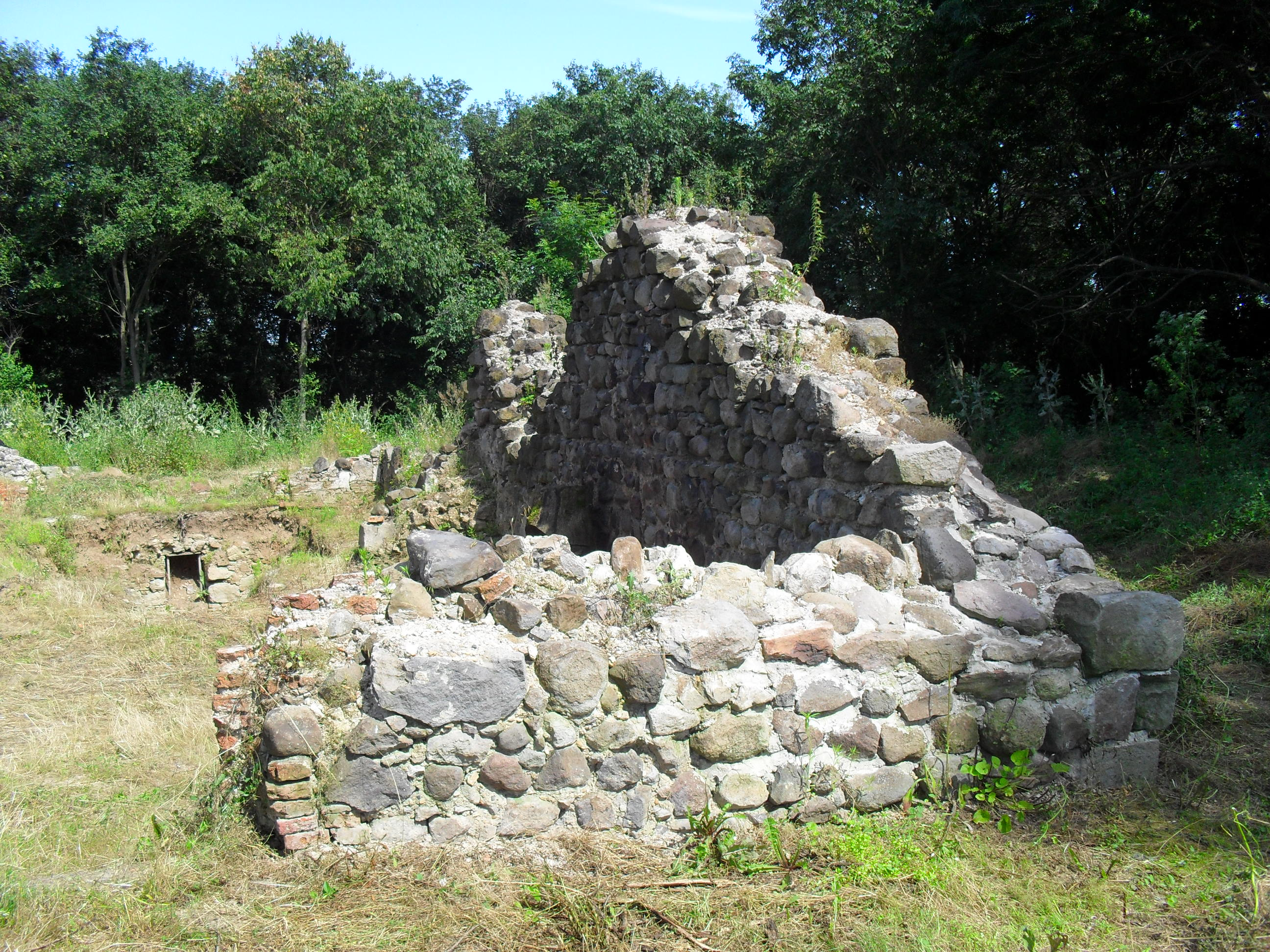

## Külső hivatkozások
- Hivatalos oldal
- Községinfó